# Park Strzelecki w Krakowie
Park Strzelecki – park miejski w Krakowie, znajdujący się w dzielnicy II Grzegórzki pomiędzy ulicami Lubicz (na południu), Bosacką (na zachodzie), Topolową (na północy) i Zygmunta Augusta (na wschodzie), na Wesołej. Powierzchnia parku wynosi 1,41 ha.
Park położony jest na płaskim terenie, z niewielkim uskokiem znajdującym się wzdłuż północnego skraju. Usytuowany jest w bliskim sąsiedztwie kolejowego dworca głównego i dworca autobusowego. Park otacza niemal ze wszystkich stron zwarta zabudowa – wyjątkiem jest krótki fragment wzdłuż ulicy Zygmunta Augusta, gdzie znajduje się Pałac Mańkowskich z ogrodem.

## Historia

### Geneza
Park Strzelecki przy ulicy Lubicz jest trzecim z kolei ogrodem w historii krakowskiego Bractwa Kurkowego. Pierwszy teren służący do szkolenia we władaniu kuszą i strzelania położony był w okolicy poza Bramą Mikołajską, w przybliżeniu w rejonie kościoła św. Mikołaja. Funkcjonował on do roku 1794. Ambroży Grabowski w 1810 roku wspomniał również o istnieniu strzelnicy pomiędzy murami miejskimi z wejściem od wewnątrz Bramy Mikołajskiej. Druga potwierdzona lokalizacja ogrodu strzeleckiego wiąże się z ogrodami Pałacu Królewskiego w Łobzowie. W tamtym miejscu Bractwo wznowiło działalność w Wolnym Mieście Krakowie pod nazwą „Towarzystwo Strzeleckie Krakowskie”. Miejsce strzelań i ćwiczeń wyznaczył w Łobzowie Senat Rządzący Rzeczypospolitej Krakowskiej. Teren ten był wykorzystywany przez Towarzystwo Strzeleckie do ćwiczeń w latach 1832–1835. W pałacu znajdowała się oberża, natomiast strzelnica w ogrodzie, na której ćwiczenia odbywały się w niedziele. Ze względu na znaczne oddalenie od centrum Krakowa, strzelnica nie była licznie odwiedzana przez mieszkańców. W związku z powyższym postanowiono znaleźć bardziej dogodną lokalizację dla strzelnicy reaktywowanego Bractwa Kurkowego.

### Założenie parku i lata 1836–1918
W 1836 roku pojawiła się koncepcja urządzenia Celestatu bliżej centrum miasta. W tym celu Towarzystwo Strzeleckie dnia 21 czerwca 1837 roku nabyło na przedmieściu Wesoła od Maurycego Samelsohna znacznej wielkości nieruchomość z ogrodem i pałacykiem, znaną wówczas pod nazwą „Ogród Steinkellerowski”. Transakcja odbyła się głównie dzięki inicjatywie panującego wówczas króla kurkowego Józefa Louisa, kupca sukiennego i ojca znanego historyka Józefa Wawel-Louisa, który za własne pieniądze kupił ogród i zainwestował znaczne środki w budowę strzelnicy, a następnie za przyzwoleniem braci kurkowych rozpisał obligacje na te cele, które jednak nie zostały w oczekiwanym zakresie rozsprzedane. Zakupiony w ten sposób ogród, znajdujący się w dzielnicy Wesoła w skali Krakowa był drugim po założonych w latach 20. XIX wieku Plantach miejskim parkiem publicznym, miejscem spotkań i ośrodkiem kulturalnym. Pierwotnie obszar zajmowany przez park był znacznie większy – ograniczały go współczesne ulice Lubicz, Bosacka, Topolowa i Rakowicka. Po zakupie bracia kurkowi bardzo szybko uporządkowali ogród. Został urządzony nowy Celestat z neogotyckim pałacykiem, strzelnica, a także wybudowano okrągłą wieżę do oglądania panoramy miasta i okolic. W pałacyku zaprojektowano również salę przeznaczoną na różnego rodzaju uroczystości jak przedstawienia teatralne, koncerty i zebrania. W ogrodzie ponadto znajdowały się domek i szopa przy narożniku ulic Lubicz i Bosackiej, w środkowo-wschodniej części pałacyk a także przy boku wschodnim altana i kręgielnia. Założenie ogrodu jak również zabudowania w nim się znajdujące zaprojektował i wykonał Tomasz Majewski – dwudziestosześcioletni wówczas architekt i budowniczy, mianowany kilka lat później architektem uniwersyteckim. W pracach projektowych brał udział również Franciszek Lanci, późniejszy autor koncepcji przebudowy Wawelu w stylu neogotyckim. Uroczyste otwarcie nowej, własnej, stałej siedziby Towarzystwa Strzeleckiego miało miejsce 15 października 1837 roku. Cztery dni później swoją działalność w ogrodzie rozpoczęła pierwsza restauracja, a niedługo potem także kawiarnia. 31 października 1837 miało miejsce pierwsze w nowej lokalizacji strzelanie o tytuł króla kurkowego. W ten sposób urządzony park stał się jednym z najpopularniejszych miejsc spacerów wielu mieszkańców Krakowa. Park był odwiedzany w tym czasie m.in. przez generała Józefa Chłopickiego. W 1840 roku w Ogrodzie Strzeleckim zorganizowano pierwszą w historii Krakowa publiczną zabawę sylwestrową, która jednak w konserwatywnym mieście nie charakteryzowała się zbyt dużą popularnością.

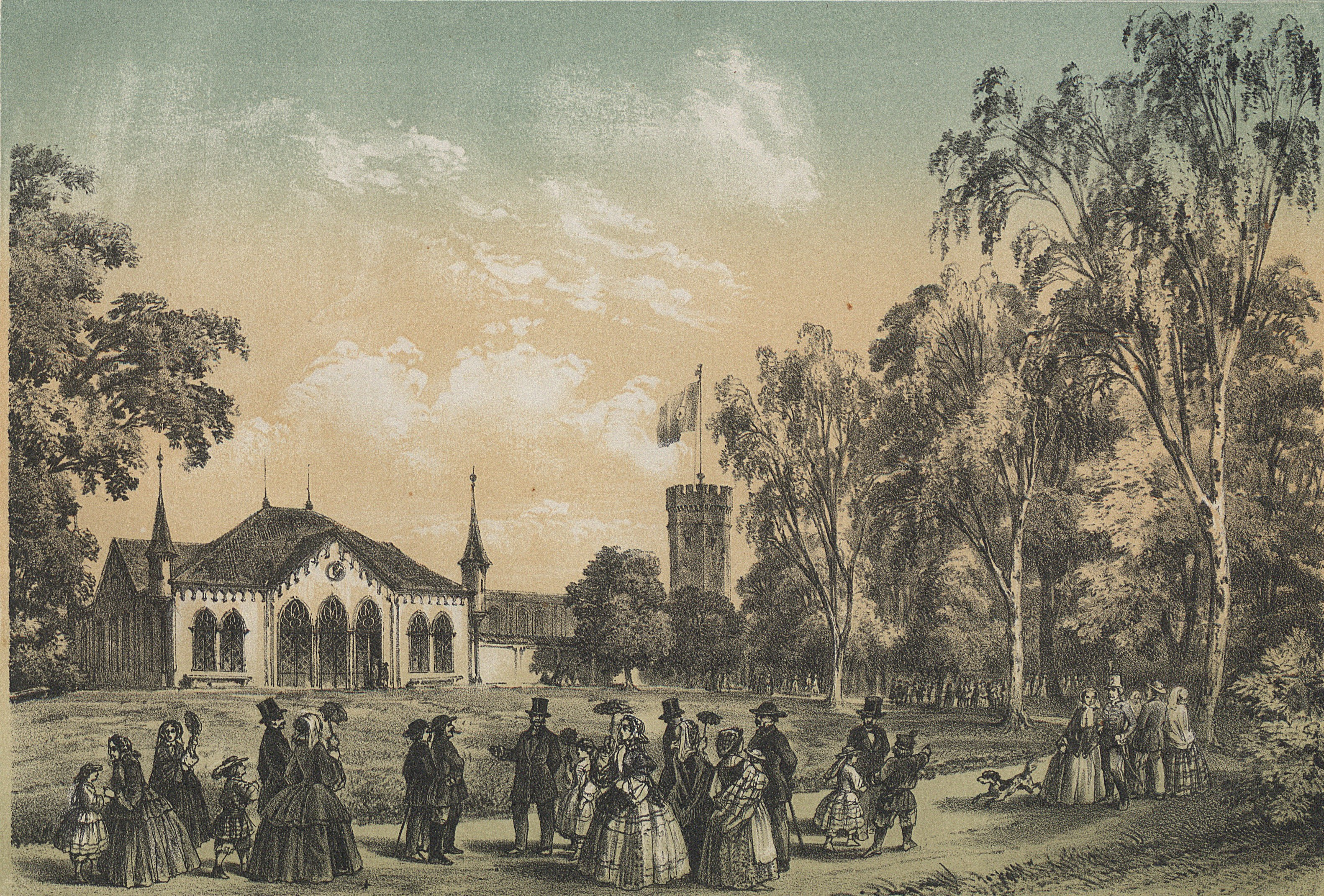
Park Strzelecki na grafice z 1862

W latach 1846–1850, po likwidacji Rzeczypospolitej Krakowskiej i włączeniu miasta w skład Cesarstwa Austrii ogród był zajmowany przez wojsko i niedostępny publicznie, z kolei samym członkom Towarzystwa zabroniono jakiegokolwiek strzelania. Pałacyk w tym czasie został zamieniony na szpital. W 1850 roku zostało przywrócone Bractwu prawo do korzystania z ogrodu, a pierwsze od sześciu lat strzelanie o godność króla kurkowego odbyło się w 1851 roku. Bezpośrednio po pożarze Krakowa, który miał miejsce w lipcu 1850 roku przy wejściu do parku odbywała się kwesta, w trakcie której zebrano znaczne środki na rzecz pogorzelców. Po ponownym otwarciu ogrodu dla publiczności organizowano koncerty orkiestry pułku Wellingtona, a następnie Schonhalsa, które cieszyły się wielką popularnością do tego stopnia, że brakowało miejsc siedzących przy stolikach, których liczba została zwiększona dopiero w roku 1852. W tym samym roku w parku zostało wyciętych kilka drzew, czym otwarto widok z ulicy na budynek Towarzystwa. W 1853 roku zarząd nad ogrodem objął Bernreiter, po czym zmieniono urządzenie parku na bardziej zgodne z panującą ówcześnie modą, a organizacja wszelkiego rodzaju przedsięwzięć przyciągała do parku setki osób. W 1854 roku sezon został zainaugurowany pokazem sztucznych ogni, a także strzałami wiwatowymi z okazji ślubu cesarza Franciszka Józefa z Elżbietą, księżniczką bawarską. W tym też roku w parku przybyły huśtawki i obsługa kelnerów we frakach, ale też skończyły się koncerty orkiestry pułku Schonhalsa, który opuścił Kraków. Później koncerty w ogrodzie wykonywała orkiestra pułku ks. Wilhelma pruskiego i kwartet śpiewaków z opery niemieckiej, której w tym czasie groziło bankructwo – Luck, Meissner, Prellinger i Saupe. 14 czerwca 1855 roku Kraków po raz pierwszy wizytował cesarz Franciszek Józef I, który odwiedził również strzelnicę Bractwa Kurkowego, na której sam oddał trzy strzały, ani razu jednak nie trafiając. W 1856 roku dzierżawę Ogrodu Strzeleckiego od Bernreitera przejął Kasznica. W latach 1857–1858 na urządzonej w parku arenie wystawiał spektakle teatr niemiecki. Owa arena miała formę klepiska otoczonego ławkami, gdzie odbywały się także występy cyrkowe.
W dniach 24–26 czerwca 1868 roku odbywały się uroczyste obchody 300. rocznicy podarowania Towarzystwu Strzeleckiemu srebrnego kura według legendy przez króla Zygmunta Augusta, chociaż w rzeczywistości był to dar krakowskich rajców. Jubileusz ten połączony był ze zjazdem starszyzny i braci kurkowych z innych polskich miast i przyczynił się on do dalszego wzrostu znaczenia Bractwa, a Celestat stawał się coraz ważniejszym ośrodkiem życia kulturalnego oraz towarzyskiego Krakowa. W latach 1874–1875 pałacyk Towarzystwa Strzeleckiego został rozbudowany o reprezentacyjną Salę Strzelecką według projektu Adama Nowickiego. W przebudowanym i powiększonym obiekcie organizowano wszelkiego rodzaju bale, maskarady karnawałowe i festyny. W Ogrodzie Strzeleckim w 1875 roku przez jeden sezon w drewnianym budynku z widownią na 500 osób grał zespół Starego Teatru. Obiekt ten został wzniesiony przez budowniczego Klafnera, z kolei urządzeniem sceny zajął się maszynista Berwald. W budynku tym w razie niepogody organizowano również koncerty orkiestr, które na ogół odbywały się w ogrodzie. Przedstawienia teatralne w dni powszednie były jednak zagłuszane przez odgłosy strzałów z powodu przeprowadzanych ćwiczeń i zawodów strzeleckich. W związku z tym postanowiono wybudować drugi obiekt teatralny po przeciwnej stronie ulicy Lubicz, w Ogrodzie Angielskim, określanym w tej części również mianem „Pod Wilkiem”.
W 1875 roku sporządzono nowy projekt kompozycji Parku Strzeleckiego, zakładający charakter tzw. ogrodu angielskiego, gdzie drzewa mają swobodę rośnięcia, a urządzony w tym stylu ogród upodabnia się do natury lasów i łąk w układzie gazonów i klombów. Plan ten został opracowany przez cenionego ogrodnika i architekta zieleni Karola Bauera, dyrektora Ogrodu botanicznego Uniwersytetu Lwowskiego. Projekt zakładał również popularne w tych czasach kręte alejki, których celem miało być wywoływanie na każdym kolejnym zakręcie nowego i niespodziewanego wrażenia w zakresie scenerii drzew i krzewów, chociaż ta koncepcja była przeciwna celowi, jakiemu miał służyć publiczny ogród, gdyż z uwagi na nadmierną krętość ścieżek łatwo było w nim się zgubić. Oprócz tego Ogród Strzelecki był też terenem tryumfalnych pochodów organizowanych z okazji wyboru nowego króla kurkowego, a w planie Bauera brakowało drogi tryumfalnej. Projektant nie zostawił niestety żadnych dokładnych planów ani opisów, co stanowiło przeszkodę w późniejszym właściwym odtworzeniu wyglądu ogrodu, jak również utrzymywaniu go zgodnie z planem przez następujących po Bauerze dozorców. Brak odpowiedniego uzupełniania i dbałości z ich strony i wynikający z tego niekontrolowany rozrost roślinności przyczyniły się do zniszczenia pierwotnie zaplanowanego założenia. W następnych latach nastała moda na kulturę mozaikową (dywanową), zastępując tendencję do urządzania ogrodów w stylu angielskim. Ogród Strzelecki także doświadczył tych przemian – rozległy zielony gazon przed Salą Strzelecką został przekształcony na ogródek dywanowy. Wysypana szarym żwirem szeroka aleja zawierała w sobie geometryczną formę małego gazoniku z wielkim dywanem pośrodku. Taka kompozycja nie spełniła jednak zakładanych zazwyczaj dla niej funkcji bycia oglądaną w pełnej okazałości z góry, jako że Sala Strzelecka była parterowa i rysunek tego dywanu można było oglądać co najwyżej ze strychu. Oprócz tego po lewej stronie urządzono klomb złożony z wysokich krzewów. W późniejszych latach Towarzystwo Strzeleckie zdecydowało się urządzić w ogrodzie oranżerie i cieplarnie, co w konsekwencji przełożyło się również na konieczność oddania części ogrodu na mieszkania dla ogrodników i co za tym idzie niezbędne zabudowania gospodarcze, m.in. stajnie, obory i chlewy.
3 września 1880 roku cesarz Franciszek Józef I w trakcie swojej kolejnej wizyty w Krakowie ponownie odwiedził Ogród Strzelecki i ofiarował braciom kurkowym w prezencie srebrny zestaw przyrządów do parzenia herbaty. W 1883 roku w parku ustawiono dwa pomniki. 10 czerwca tego roku odsłonięto kamienny posąg króla Zygmunta Augusta, natomiast 13 września drugi pomnik króla Jana III Sobieskiego. W 1887 roku ogród i Celestat odwiedził syn cesarza Franciszka Józefa, arcyksiążę Rudolf. W 1894 roku odbywał się jubileusz 300-lecia kanonizacji św. Jacka, w trakcie którego Towarzystwo udostępniło strzelnicę na kwatery dla licznie przybyłych z tej okazji pielgrzymów. Pod koniec XIX wieku na prowizorycznie zbudowanej scenie w Ogrodzie Strzeleckim występował Teatr Ludowy. Widownia dzieliła się na trzy grupy miejsc: krzesła pierwszego rzędu, krzesła dalsze i miejsca stojące. Później przez krótki czas w 1900 roku teatr występował także w budynku Bractwa Kurkowego. W 1899 roku w sytuacji szybkiego wzrostu liczby mieszkańców Krakowa i rosnącego w związku z tym zapotrzebowania na nowe tereny pod zabudowę, pod naciskami władz miasta, Towarzystwo Strzeleckie zgodziło się na rozparcelowanie i sprzedaż wschodniej części ogrodu, co przeprowadzono w latach 1900–1902. W obliczu szybko zabudowywanych obszarów wokół parku nowymi domami, lokalizacja strzelnicy w ogrodzie praktycznie uniemożliwiła organizowanie na niej ćwiczeń i wkrótce została ona rozebrana. Na rozparcelowanych i sprzedanych terenach wschodniej części ogrodu wytyczono ulicę Zygmunta Augusta jako nową wschodnią granicę parku i zbudowano kwartał kamienic między nią a ulicą Rakowicką, który od strony północnej ograniczała nowa ulica Kurkowa. Na północ od tej ulicy, na pozostałej parceli ze sprzedanej części ogrodu zamożna rodzina Mańkowskich z Podola wzniosła swoją neoklasycystyczną rezydencję. 16 lipca 1910 roku, dzień po odsłonięciu Pomnika Grunwaldzkiego, bracia kurkowi gościli w Celestacie 500 znamienitych gości na czele z Ignacym Janem Paderewskim – fundatorem pomnika z żoną i rzeźbiarzem Antonim Wiwulskim. 30 czerwca 1912 roku Celestat odwiedził także ostatni członek rodziny panującej, następca tronu, arcyksiążę Karol.
W momencie wybuchu I wojny światowej Towarzystwo Strzeleckie przekazało ogród wraz zabudowaniami na rzecz zakwaterowania Legionów Polskich. W trakcie wojny Bractwo niejednokrotnie wspomagało finansowo legionistów. Następnie w opuszczonej przez Legiony strzelnicy zakwaterowano do 29 grudnia 1914 roku Armię Austro-Węgier. Później na strzelnicy i w Ogrodzie Strzeleckim do 15 czerwca 1915 roku urządzono warsztaty nr IV pierwszej c.k. Armii. Wcześniej bracia kurkowi postarali się o odpowiednie zabezpieczenie swoich zbiorów. Najcenniejszy z kolekcji srebrny kur wraz z innymi klejnotami zostały przetransportowane w specjalnie przygotowanych skrzyniach 13 września za pośrednictwem Galicyjskiego Banku Krajowego do Wiednia, gdzie zostały zdeponowane w skarbcu Państwowej Kasy Oszczędności. Pamiątki te wraz z całym depozytem krakowskiego oddziału Banku Krajowego wróciły do Krakowa w pierwszej połowie 1916 roku. Koszty transportu w obie strony i depozytu wyniosły 10 390 koron. Portrety kolejnych gospodarzy Bractwa i prezesów, a także królów kurkowych od 1840 roku włącznie, na co dzień wiszące w reprezentacyjnej Sali Strzeleckiej, na strzelnicy zostały ukryte wraz z innymi wartościowymi ruchomościami w wynajętym do tego celu 11 grudnia 1914 roku pomieszczeniu w kamienicy przy ulicy Gołębiej 5 na parterze. Dom ten był własnością Tadeusza Węglarskiego, właściciela pracowni sukien damskich, który już niedługo potem, w liście do gospodarza strzelnicy Wilhelma Frenza z 17 maja 1915 roku wymówił Towarzystwu najem pomieszczenia z dniem 15 czerwca 1915. Następnie przedmioty te przeniesiono je do lokalu sklepu meblowego, należącego do jednego z braci kurkowych, Ignacego Rayala przy ulicy Wiślnej 1, gdzie pozostały do zakończenia wojny. W następnych latach dzierżawcą strzelnicy i ogrodu została misja YMCA. Towarzystwo Strzeleckie w okresie po wojnie objęło nadzór nad nieruchomościami przy ulicy Lubicz dopiero w 1921 roku.

### Okres międzywojenny
W okresie międzywojennym Ogród Strzelecki był miejscem urozmaiconego życia kulturalnego, towarzyskiego i politycznego, jako że odbywały się tu zebrania różnych stronnictw i ugrupowań politycznych. W tym czasie ogród był odwiedzany przez wiele wybitnych osobistości. W 1919 roku odbyło się pierwsze po czteroletniej przerwie strzelanie o tytuł króla kurkowego. Gościem na tym wydarzeniu był generał Józef Haller, który oddał honorowy pierwszy strzał. W październiku tego samego roku strzelnicę odwiedził Naczelnik Państwa, marszałek Józef Piłsudski. 13 maja 1923 roku braci kurkowych i ogród odwiedził marszałek Francji, Wielkiej Brytanii i Polski Ferdinand Foch. 16 czerwca tego roku Towarzystwo gościło prezydenta Stanisława Wojciechowskiego. 1 października 1927 roku Celestat odwiedził również jego następca, profesor Ignacy Mościcki. W Ogrodzie Strzeleckim odbyła się także pierwsza w Krakowie prezentacja radia na kryształki, niestety nieudana ze względu na rozstrojenie odbiornika, wskutek czego nie udało się uzyskać połączenia z Warszawą. W czerwcu 1936 roku wskrzeszono tradycję uroczystych pochodów orszaku królewskiego z Celestatu na Rynek Główny w okresie Dni Krakowa. 15 czerwca 1939 roku odbyło się natomiast ostatnie przed wybuchem II wojny światowej strzelanie o godność króla kurkowego.

### Okupacja hitlerowska
II wojna światowa i okupacja hitlerowska przerwały działalność Towarzystwa Strzeleckiego. 23 lipca 1940 roku generalny gubernator Hans Frank wydał dekret na mocy którego rozwiązane zostały wszystkie polskie kulturalne, charytatywne i wojskowe w tym również Bractwo Kurkowe. W latach okupacji bracia kurkowi mieli zakaz wstępu do Celestatu, z kolei sam budynek zamieniono na pralnię i odwszalnię dla żołnierzy Wehrmachtu. Najcenniejsze pamiątki Towarzystwa zostały zakopane wcześniej na terenie klasztoru Franciszkanów, gdzie bezpiecznie przetrwały wojnę. Pozostałe pamiątkowe przedmioty zostały ukryte w prywatnych mieszkaniach członków Bractwa. Jednak znaczna część wyposażenia strzelnicy (meble, broń, serwisy i wiele innych kosztowności) została przez okupanta zagrabiona lub zniszczona.

### Okres powojenny i XXI wiek
W maju 1945 roku zarejestrowano po wojnie stowarzyszenie pod nazwą Towarzystwo Strzeleckie – Bractwo Kurkowe. Jednak wznowienie normalnej działalności Towarzystwa było niemożliwe z uwagi na odmowę zwrotu na rzecz Bractwa strzelnicy i budynku Celestatu z ogrodem. Pomimo tego 9 grudnia 1945 roku w Celestacie zwołano zebranie walne celem wybrania Prezydium i Rady Zawiadowczej oraz członków Komisji Kontrolującej. Niedługo później też, 7 marca 1946 roku, Krakowskie Towarzystwo Strzeleckie zostało ponownie rozwiązane. Decyzja ta została na krótko uchylona w związku z licznymi odwołaniami, lecz wkrótce, 28 czerwca 1951 roku, Bractwo zostało ponownie zlikwidowane. Hipotecznie Ogród Strzelecki wraz z budynkiem Celestatu zostały przepisane na Skarb Państwa. Wszelkie pamiątki i przedmioty o wartości historycznej, zabytkowej zostały przejęte 5 marca 1952 roku przez Muzeum Historyczne Miasta Krakowa, dokumenty zaś przez Archiwum Wojewódzkie. Celestat natomiast został przez władze kwaterunkowe przyznany Klubowi Sportowemu „Kolejarz” (potem Klub Sportowy „Olsza”). W okresie tym pojawiały się koncepcje dotyczące zagospodarowania ogrodu wedle wytycznych obowiązującej ideologii. Towarzystwo otrzymało m.in. polecenie usunięcia pomników Zygmunta Augusta i Jana Sobieskiego z ogrodu w związku z zamiarem wybudowania skrzydła budynku w którym umieszczone zostało Muzeum im. Lenina, a skrzydło miało zostać zakończone pomnikiem Stalina. Nie chcąc wykonać tego polecenia, Bractwo przekazało obydwa pomniki miastu. W połowie lat 50. władze postanowiły do dwóch pomników dobudować trzeci – 16 października 1955 roku odsłonięto gipsową rzeźbę Lenina i Stalina, prowadzących ważną i serdeczną rozmowę, dar miasta Gorki, która szybko pokryła się antysowieckimi hasłami i niedługo zajmowała miejsce w parku, gdyż pewnej nocy w październiku 1956 roku w tajemniczych okolicznościach zniknęła.
8 czerwca 1957 roku Bractwo Kurkowe zostało ponownie zarejestrowane. W nawiązaniu do tradycji historycznych, przyjęto wówczas nazwę, niezmiennie od tego czasu obowiązującą – Towarzystwo Strzeleckie „Bractwo Kurkowe” w Krakowie. Podejmowano już wówczas pierwsze w okresie powojennym działania mające na celu kontynuowanie tradycyjnej działalności Towarzystwa, a także rewindykację jego majątku ruchomego i nieruchomego. 14 czerwca 1964 roku zorganizowano pierwsze po wojnie strzelanie o tytuł króla kurkowego, które odbyło się na stadionie Wisły Kraków. Odtąd Bractwo odbywało swoje zawody i ćwiczenia strzeleckie na wojskowych strzelnicach Krakowa. Około 1960 roku Park został w znaczny sposób przekształcony. W latach 1970–1975 rozebrano strzelnicę Bractwa Kurkowego. W latach 70. XX wieku zaczynały się uwidaczniać wieloletnie zaniedbania w ogrodzie i budynkach w nim się znajdujących. Zabytkowy budynek Celestatu od dawna nieremontowany, niszczał i popadał w ruinę. Zdewastowane były schody, balkon, stolarka, a mury pokrywał grzyb. Był wówczas częściowo wykorzystywany przez Klub Sportowy „Olsza” jako miejsce m.in. ćwiczeń gimnastycznych dzieci i młodzieży, lecz sala reprezentacyjna w Celestacie, pomimo że była wykorzystywana niekiedy w celach m.in. rozrywkowych, na co dzień z reguły stała pusta. Zdewastowana była w tych latach także infrastruktura w ogrodzie – połamane ławki, sprzęt na placu zabaw, brudna piaskownica, zniszczone oświetlenie i trawniki. Park w tym czasie był pozbawiony ogrodzenia, nie licząc odcinków żywopłotu od strony ulicy Zygmunta Augusta i siatki od ulicy Topolowej. W 1975 roku przeprowadzone zostały pewne prace porządkowe w północnej części parku, nie liczące się z historycznym i zabytkowym charakterem założenia, które zatarły dawne rozplanowanie. W tej części parku zbudowano pawilon gastronomiczny z piwem. Układ kompozycyjny ówczesnego Parku Strzeleckiego prof. Janusz Bogdanowski opisał jako rozbity na trzy części kompozycyjnie niespójne o różnym charakterze wskutek przekształceń z ubiegłych lat. Układ całości jako swobodny, krajobrazowy z fragmentami o śladach geometryzowanych wnętrz. 13 maja 1976 roku park wpisany został do rejestru zabytków.
W 1983 roku Celestat został ostatecznie przekazany Muzeum Historycznemu Miasta Krakowa. Rozpoczęły się trwające kilka lat prace remontowo-adaptacyjne budynku, prowadzone ze środków społecznych, które miały przygotować obiekt do zorganizowania w nim stałej ekspozycji strzeleckich pamiątek. W 1985 roku rozpoczęto rewaloryzację parku. Przewidywano wówczas odbudowanie muru od strony ulicy Bosackiej, wyeksponowanie dawnej fosy strzelniczej i budowę ogrodzenia. Park miał być strzeżony i zamykany na noc – jako, że poniekąd właśnie sąsiedztwo dworca kolejowego i działalność jego bywalców spowodowały dewastację parku. W lutym 1988 roku została wydana uchwała Rady Narodowej Miasta Krakowa, na mocy której rozszerzono perspektywiczny program ochrony i rewaloryzacji zabytków Krakowa o pięć zabytkowych parków, wśród których obok Plant, Parku Decjusza, ogrodu przy pałacu biskupów krakowskich na Prądniku Białym i ogrodu przy Dworze Łowczego przy ulicy Kościuszki znalazł się również Park Strzelecki. Dokument ten był precedensem, gdyż nigdy do tej pory nie finansowano z Funduszu Ochrony Zabytków porządkowania obiektów zieleni. Jeżeli były one odnawiane to tylko jako łączące się z remontowanym zabytkiem architektury. Park natomiast samodzielnie nie pojawiał się dotąd w dokumentacji jako przedmiot rewaloryzacji. W kwietniu 1991 roku, po przemianach ustrojowych Bractwo uzyskało unieważnienie decyzji o konfiskacie mienia z lat 50. XX wieku od ministra spraw wewnętrznych. Jeszcze 20 marca 1991 roku w Ogrodzie Strzeleckim, przy neogotyckim pałacyku Celestatu brakowało popiersia Marcina Oracewicza. Od 1997 roku na terenie ogrodu, w Celestacie działa oddział Muzeum Historycznego Miasta Krakowa, poświęcony kolekcji krakowskiego Towarzystwa Strzeleckiego, gromadząc i opracowując jego pamiątki. W czerwcu 2000 roku Park Strzelecki został przekazany przez Bractwo Kurkowe, które jest jego właścicielem w użyczenie gminie, początkowo na 10 lat. Koszty utrzymania terenu, remontów i napraw bieżących ponosi gmina miejska Kraków. W tym czasie z okazji podjęcia przez braci kurkowych inicjatywy ustawienia pomnika Jana Pawła II w Ogrodzie Strzeleckim cały park został uporządkowany i ogrodzony. W 2012 roku, po lewej stronie od wejścia do parku od strony skrzyżowania ulic Lubicz i Bosackiej, na południe od Celestatu odbudowano historyczny dom ogrodnika. Realizacja została ufundowana jako dar abdykacyjny na rzecz Krakowskiego Towarzystwa Strzeleckiego przez króla kurkowego z lat 2011/2012 Józefa Hojdę. Obecnie (2019) obiekt ten mieści fryzjernię i ma służyć wzmacnianiu budżetu ogrodu.

## Drzewostan

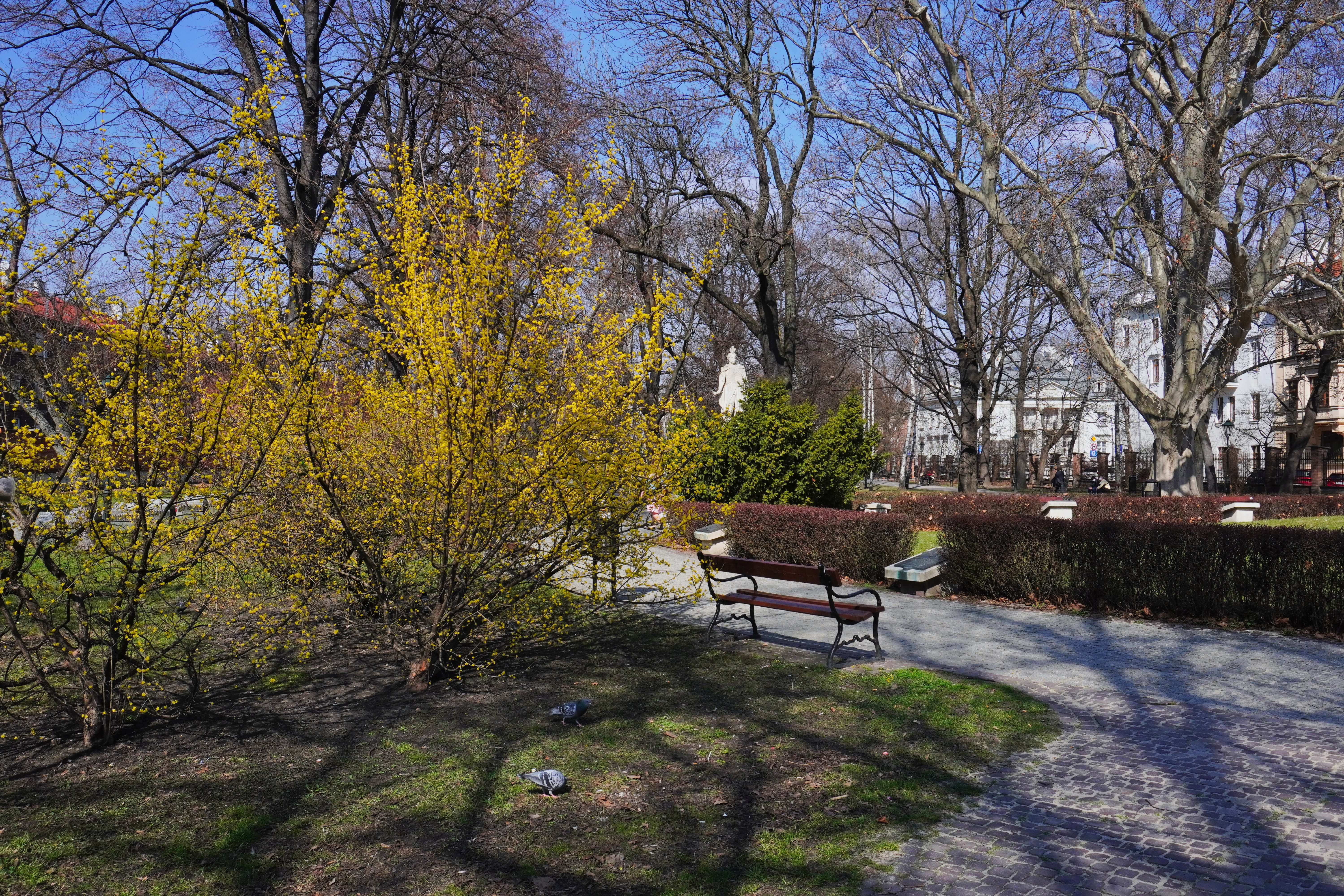
Park wczesną wiosną

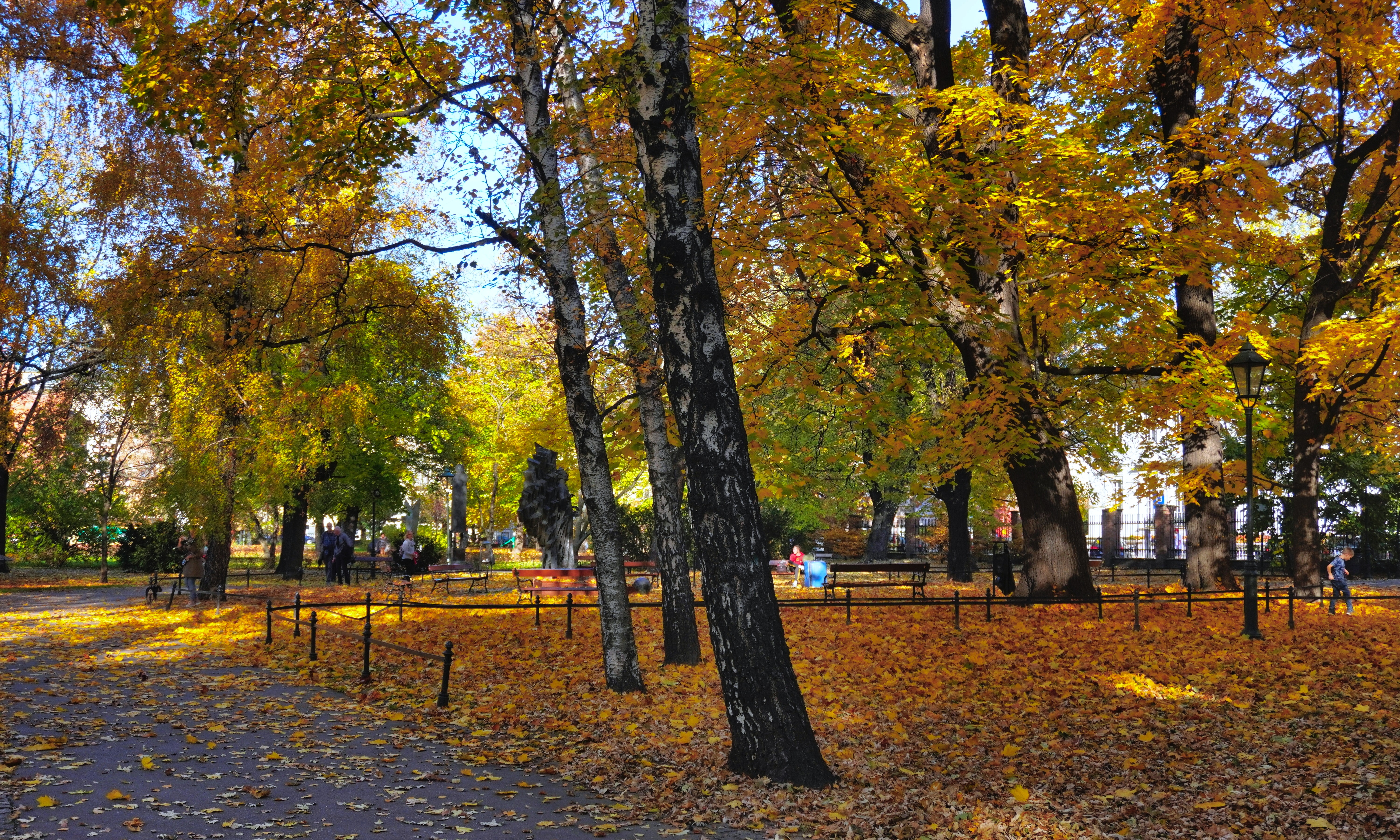
Park jesienią

Zielenią parkową administruje Zarząd Zieleni Miejskiej w Krakowie. Według stanu na rok 2019, w parku znajdowało się: 189 drzew, 48 krzewów pojedynczych, 10 grup krzewów i 18 sztuk w żywopłotach. W składzie gatunkowym drzew w parku występują takie gatunki jak: grab pospolity (47 szt.), głóg pośredni (32 szt.), klon zwyczajny (25 szt.), brzoza brodawkowata (15 szt.), sosna czarna (10 szt.), klon jawor (9 szt.), klon srebrzysty (8 szt.), robinia akacjowa (7 szt.), lipa holenderska (6 szt.), lipa szerokolistna (4 szt.), kasztanowiec pospolity (3 szt.), śliwa wiśniowa (3 szt.), wiąz szypułkowy (3 szt.), bożodrzew gruczołowaty (2 szt.), dąb szypułkowy (2 szt.), głóg pośredni 'Paul’s Scarlet' (2 szt.), klon jawor 'Atropurpureum' (2 szt.), platan klonolistny (2 szt.), dąb czerwony (1 szt.), grusza pospolita (1 szt.), jesion wyniosły (1 szt.), kasztanowiec czerwony (1 szt.), klon jesionolistny (1 szt.), świerk kłujący Glauca i wiąz górski (1 szt.). Wśród gatunków krzewów występują takie gatunki, jak: cis pospolity (15 szt., w tym 12 odmiany 'Repandens'), jaśminowiec wonny (12 szt.), bez czarny (3 szt.), dereń jadalny (3 szt.), leszczyna pospolita (3 szt.), jaśminowiec (2 szt.), żywotnik zachodni (2 szt.), berberys Thunberga 'Atropurpurea' (1 szt.), jałowiec rozesłany (1 szt.), karagana syberyjska (1 szt.), leszczyna pospolita 'Fuscorubra' (1 szt.), pęcherznica kalinolistna (1 szt.), śnieguliczka biała (1 szt.), tawuła van Houtte’a (1 szt.) i trzmielina pospolita (1 szt.). Grupy krzewów i podrostu tworzą gatunki: bożodrzew gruczołowaty, cis pospolity 'Repandens', dereń biały 'Elegantissima', dereń jadalny, forsycja pośrednia, grab pospolity, jaśminowiec wonny, śnieguliczka biała i tawuła van Houtte’a. W skład żywopłotów wchodzą gatunki: berberys Thunberga 'Atropurpurea' (11 szt.), irga błyszcząca (6 szt.) i grab pospolity (1 szt.).
Na terenie Parku Strzeleckiego znajduje się pomnik przyrody, posiadający dużą wartość dendrologiczną – platan klonolistny. Bracia kurkowi posadzili również trzy pamiątkowe drzewa. Pierwszym jest „Dąb Trzeciego Tysiąclecia A.D. 2000”, rosnący na trawniku przylegającym do ulicy Lubicz, naprzeciwko pomników. Drugim jest platan, zasadzony w dniu śmierci papieża Jana Pawła II – 2 kwietnia 2005 roku. Trzecim jest inny platan, posadzony w maju 2018 roku w 90. rocznicę urodzin kapelana Bractwa Kurkowego – ks. inf. Jerzego Bryły.

## Pomniki i tablice pamiątkowe

### Pomniki historyczne
- Pomnik króla Zygmunta Augusta – odsłonięty 10 czerwca 1883 roku, ufundowany przez byłego króla kurkowego Adolfa Opida, brata przyrodniego aktorki Heleny Modrzejewskiej. Posąg został zaprojektowany przez Walerego Gadomskiego i odkuty w kamieniu pińczowskim przez Michała Korpala. Wyobraża króla w pozycji stojącej, ubranego w XVI-wieczny strój, w jednej ręce trzymającego zwój, zaś drugą ręką wspartego na filarku z herbem Polski. Posąg umieszczono w południowej części parku, na wysokim, wielobocznym cokole. Postać króla została była zwrócona twarzą do przybywającej do ogrodu publiczności. Ustalono wówczas, iż w tym położeniu postać króla wzbudza większy szacunek i wspomnienie historii u odwiedzających ogród oraz wita wzrokiem wszystkich przybywających[2].
- Pomnik króla Jana III Sobieskiego – odsłonięty 13 września 1883 roku. Pomnik, podobnie jak posąg wyobrażający Zygmunta Augusta został zaprojektowany przez Walerego Gadomskiego i po zaaprobowaniu przez Towarzystwo projektu wykonany z kamienia pińczowskiego przez Michała Korpala. Pomysł ustawienia w Ogrodzie Strzeleckim pomnika Jana III Sobieskiego powstał podczas uroczystości odsłonięcia pomnika króla Zygmunta Augusta, połączonych z tradycyjną uroczystością intronizacji kolejnego króla kurkowego. Wówczas także udało się zebrać pierwsze fundusze na wystawienie nowego pomnika. Koncepcja zakładała ukończenie pomnika w terminie do końca roku 1883, tak aby zdążyć przed zbliżającymi się obchodami 200. rocznicy Odsieczy Wiedeńskiej. Posąg wyobraża zwycięskiego króla, w stroju polskim, wspartego na karabeli, z nałożoną półzbroją i trzymającego w prawej dłoni buławę. Postać króla została umieszczona na wysokim, profilowanym cokole, u podnóża którego, na wawrzynach, spoczywa odkuty, kamienny kartusz z herbem Sobieskich – Janina. Początkowo pomnik Jana III Sobieskiego ustawiony był na peryferiach Ogrodu Strzeleckiego, za pałacykiem przed oranżerią. W obecne miejsce w sąsiedztwie pomnika Zygmunta Augusta przeniesiony został na początku XX wieku, kiedy na skutek parcelacji powierzchnia ogrodu uległa zmniejszeniu. Prawdopodobnie wówczas uszkodzono miedzianą buławę, którą król trzymał w prawej dłoni. Z czasem zaginęła ona całkowicie, jednak na początku lat 30. XX wieku, być może z myślą o zbliżającej się rocznicy Odsieczy Wiedeńskiej, Bractwo Kurkowe zdecydowało się odtworzyć ten detal pomnika. W miejsce buławy miedzianej wmontowano kamienną. Z czasem nawet ukształtowała się tradycja, zgodnie z którą każdy król kurkowy w dniu swojej intronizacji pozuje wraz z pozostałymi braćmi do zdjęcia przed tym właśnie pomnikiem[2].
- Pomnik Marcina Oracewicza – wykonany w 1890 roku przez Michała Korpala. Popiersie znajduje się przed budynkiem Celestatu[9].

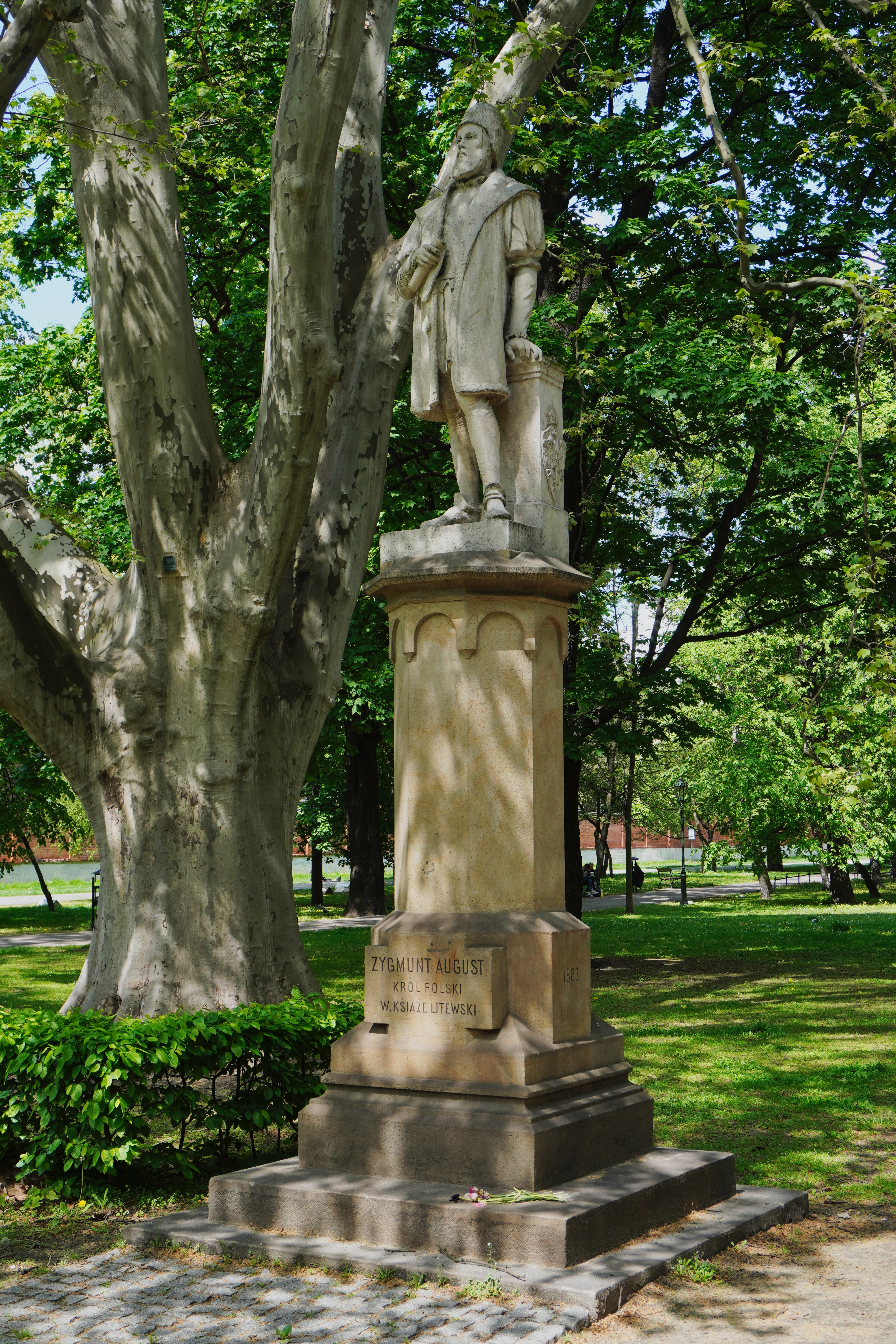
Pomnik króla Zygmunta Augusta
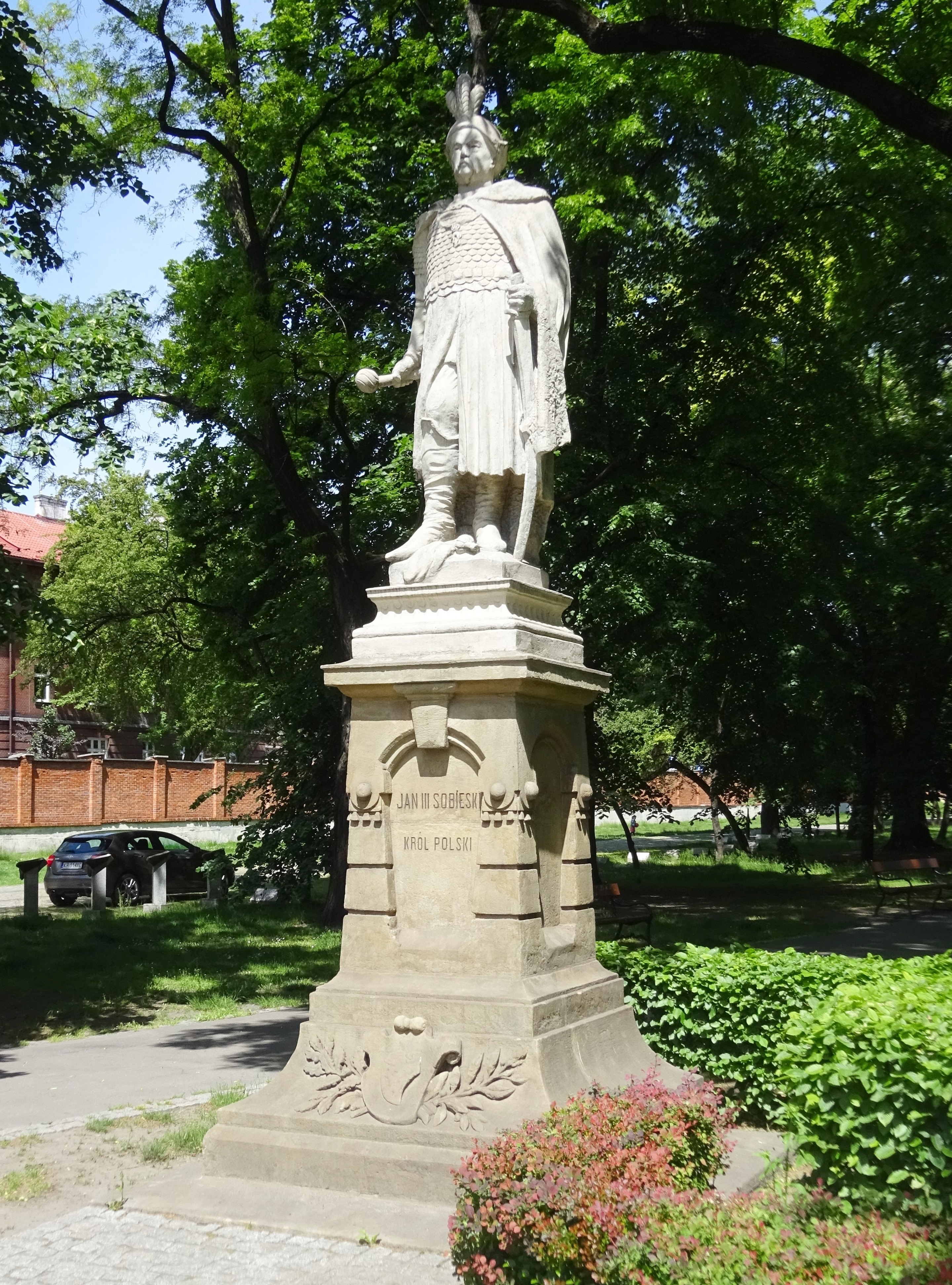
Pomnik króla Jana III Sobieskiego
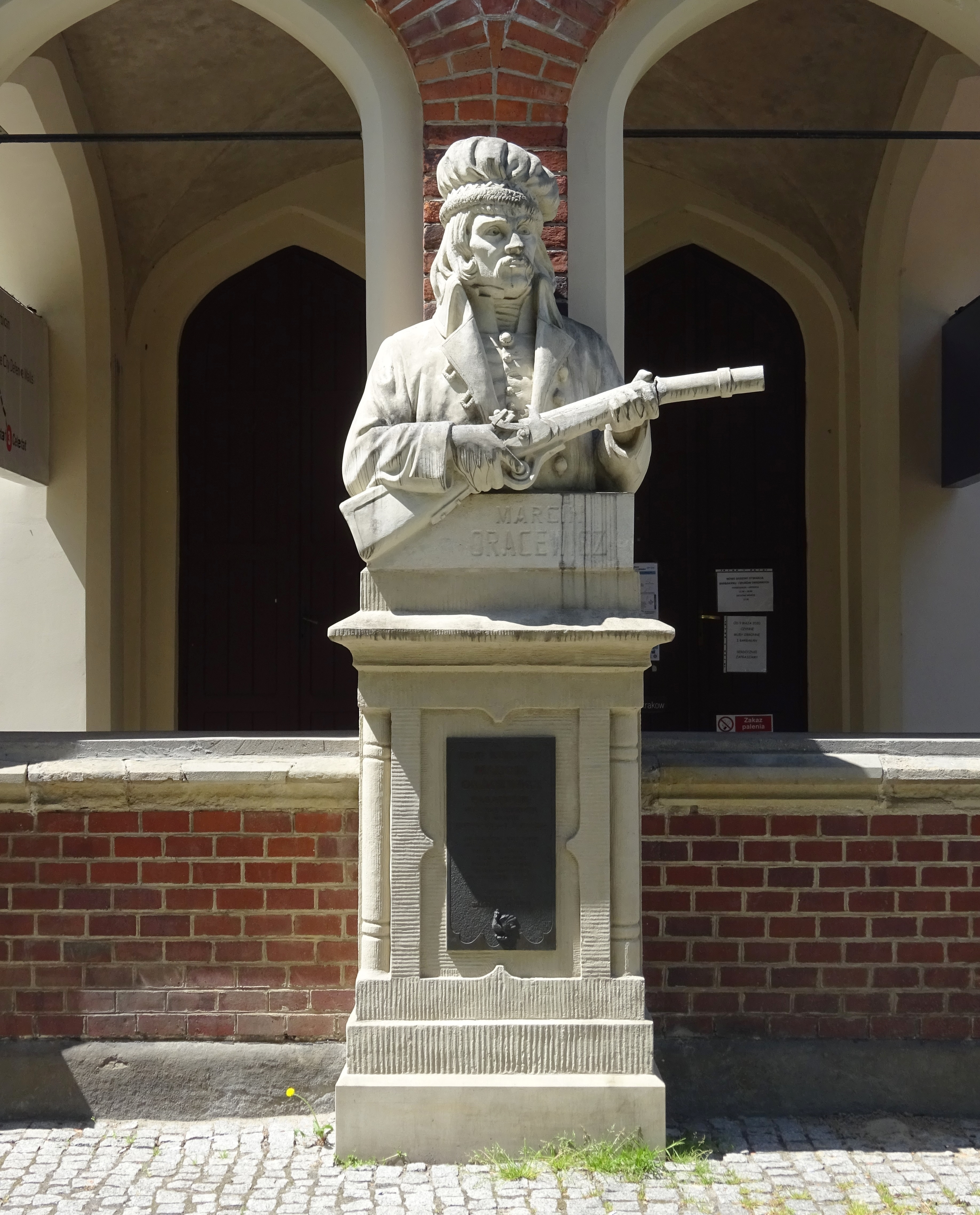
Pomnik Marcina Oracewicza

### Pomniki autorstwa Czesława Dźwigaja
Po odzyskaniu i uporządkowaniu ogrodu bracia kurkowi podjęli akcję umieszczania wielu elementów sztuki rzeźbiarskiej informujących o dziejach Bractwa, częstych kontaktach z papieżem Janem Pawłem II oraz upamiętniających ważne dla Krakowa i Polski postacie i wydarzenia. Są one zaprojektowane przez Czesława Dźwigaja – artystę rzeźbiarza, profesora Akademii Sztuk Pięknych w Krakowie, króla kurkowego z lat 2007/2008.
- Pomnik papieża Jana Pawła II – odsłonięty 1 lipca 2000 roku. 13 maja nastąpiło wmurowanie aktu erekcyjnego, w dniu Święta Matki Bożej Fatimskiej, w jubileuszowym – 2000 roku. Przedstawia siedzącą postać Ojca Świętego. Inspiracją była fotografia autorstwa Artura Mariego wykonana 17 listopada 1999 roku.
- Pomnik Wincentego Bogdanowskiego – króla kurkowego 1964 i 1965, wieloletniego prezesa Bractwa, odsłonięty 26 czerwca 2004 roku[10]. Ufundowany przez starszego bractwa Leszka Gołdę, króla kurkowego 2003 Krzysztofa Janarka i marszałków Czesława Dźwigaja i Zdzisława Grzelkę[11]. Popiersie, wykonane z brązu znajduje się naprzeciwko Celestatu, w tzw. Alei Królów Kurkowych, łączącej Celestat z pawilonem Bractwa, wzdłuż której umieszczono kilkanaście kamieni w formie małych postumentów, upamiętniających poszczególnych królów kurkowych panujących w XXI wieku, od 2000 roku włącznie. Na każdym kamieniu znajduje się imię, nazwisko oraz rok panowania króla kurkowego, a na frontowej ścianie – płaskorzeźba przedstawiająca portret władcy.
- Pomnik-obelisk upamiętniający 750-lecie Bractwa Kurkowego – umieszczony w parku w czerwcu 2007 roku. Obelisk ma formę prostopadłościanu podtrzymywanego przez cztery postaci. Od strony ulicy Bosackiej u góry umieszczono napis „750 LAT”.
- Pomnik Ignacego Jana Paderewskiego – odsłonięty 17 lipca 2010 roku, ufundowany przez marszałka Bractwa Kurkowego Józefa Hojdę. Uroczystość odsłonięcia pomnika pokryła się z obchodami 600. rocznicy bitwy pod Grunwaldem i 100. rocznicy odsłonięcia Pomnika Grunwaldzkiego[12]. Pomnik został umiejscowiony w centralnej części parku jako znak więzi Ignacego Paderewskiego z Krakowem i krakowskim Bractwem Kurkowym.
- Kompozycja „Bitwa pod Grunwaldem” – umieszczona w 2010 roku. Kompozycja rzeźbiarska przypomina drzwi lub bramę. Na progu umieszczono napis „15 lipiec 1410”. Z jednej strony „futryny” znajduje się król Władysław Jagiełło podczas walki z Krzyżakami, z drugiej strony kompozycji wyrzeźbione zostały sylwetki ludzi i dwa krzyże.
- Pomnik Józefa Louisa – odsłonięty 24 kwietnia 2014 roku, podczas dorocznego, wielkanocnego spotkania braci kurkowych, ufundowany przez marszałka Bractwa Kurkowego 2011 Piotra M. Mikosza[13]. Na pomniku Józef Louis, fundator ogrodu, trzyma pod pachą dokument z napisem „OBLIGACJA NA OGRÓD STEINKELLEROWSKI NA WESOŁEJ I SIEDZIBY BRACTWA KRAKOWSKIEGO”. Pomnik znajduje się przy wejściu do parku od strony ulicy Lubicz.
- Pomnik-obelisk upamiętniający 50. rocznicę odnowienia Bractwa Kurkowego – ustawiony w 2014 roku przy tzw. Alei Królów Kurkowych, między kamieniami upamiętniającymi królów kurkowych 2014 i 2015. Ufundowany przez marszałka Bractwa Kurkowego Reginalda Sasa Jaworskiego. Obelisk w formie kolumny, zwieńczony datami: 1939, 1964 i 2014, które swoją formą upodabniają się do korony. Pomiędzy dwiema ostatnimi datami umieszczono kwadrat z liczbą 50. Kolumna ta w sposób symboliczny upamiętnia ważne wydarzenia w historii najstarszej brackiej konfraterni strzeleckiej. 1939 rok to data ostatnich zawodów strzeleckich przed wybuchem II wojny światowej, 1964 rok to data pierwszego królewskiego strzelania po zakończeniu wojny, kiedy królem kurkowym został Wincenty Bogdanowski „Odnowiciel”, a marszałkami Edward Jaworski i Zbigniew Szuba.
- Pomnik upamiętniający 333. rocznicę Odsieczy Wiedeńskiej – odsłonięty 11 listopada 2016 roku. Odlany z brązu pomnik przedstawia wjazd Jana III Sobieskiego do Wiednia. Znajduje się przy wyjściu z Parku Strzeleckiego od strony ulicy Topolowej.
- Pomnik upamiętniający 30. rocznicę wydarzeń Jesieni Ludów w Europie. Ufundowany przez Czesława Dźwigaja[11].
- Pomnik upamiętniający 100. rocznicę Bitwy Warszawskiej.
- Pomnik-obelisk (sześcian) upamiętniający cztery wydarzenia o dziejowych znaczeniach: Bitwę pod Grunwaldem, Odsiecz Wiedeńską, Bitwę Warszawską i Jesień Narodów. Rzeźba powstała z inicjatywy i za sprawą fundacji Czesława Dźwigaja[14].
- Tablica upamiętniająca królów kurkowych panujących od XVI do XVIII wieku.
- Księga upamiętniająca królów kurkowych panujących w latach 1834–1914.
- Tablica upamiętniająca królów kurkowych panujących w latach 1919–1939 i kapelana Bractwa w latach 1919–1951 ks. prof. Józefa Kaczmarczyka.
- Księga upamiętniająca królów kurkowych panujących w latach 1964–1999.

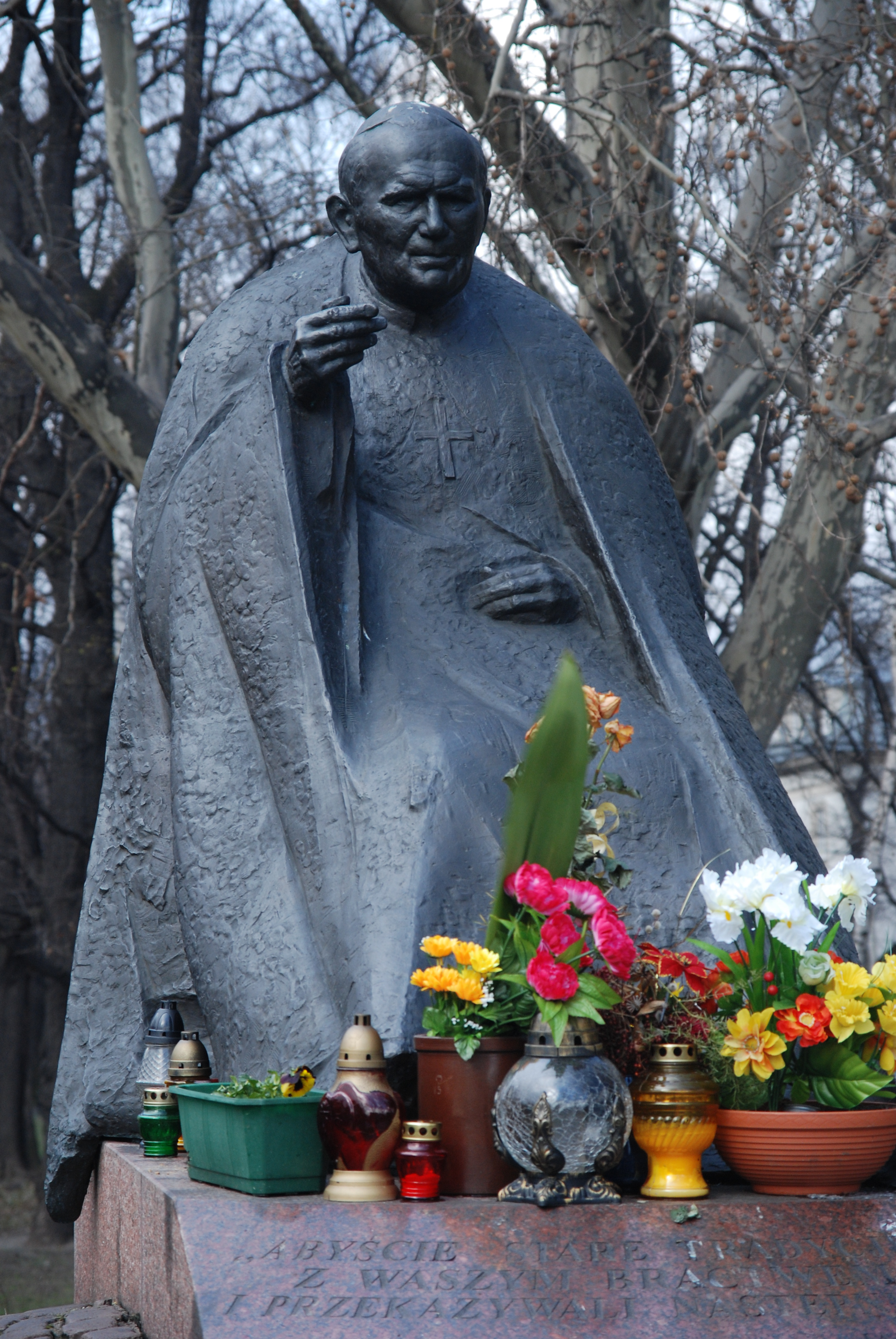
Pomnik papieża Jana Pawła II
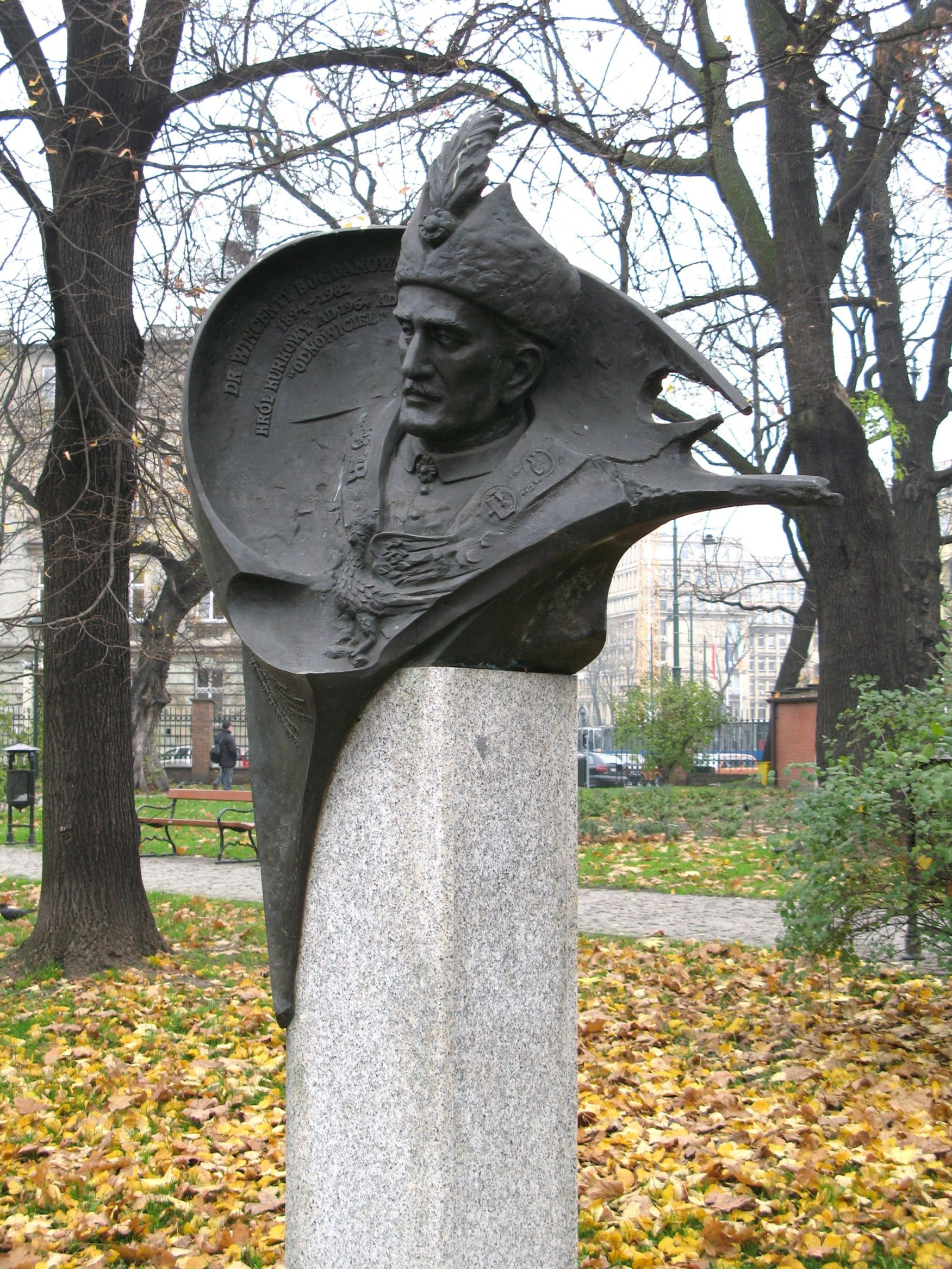
Pomnik Wincentego Bogdanowskiego
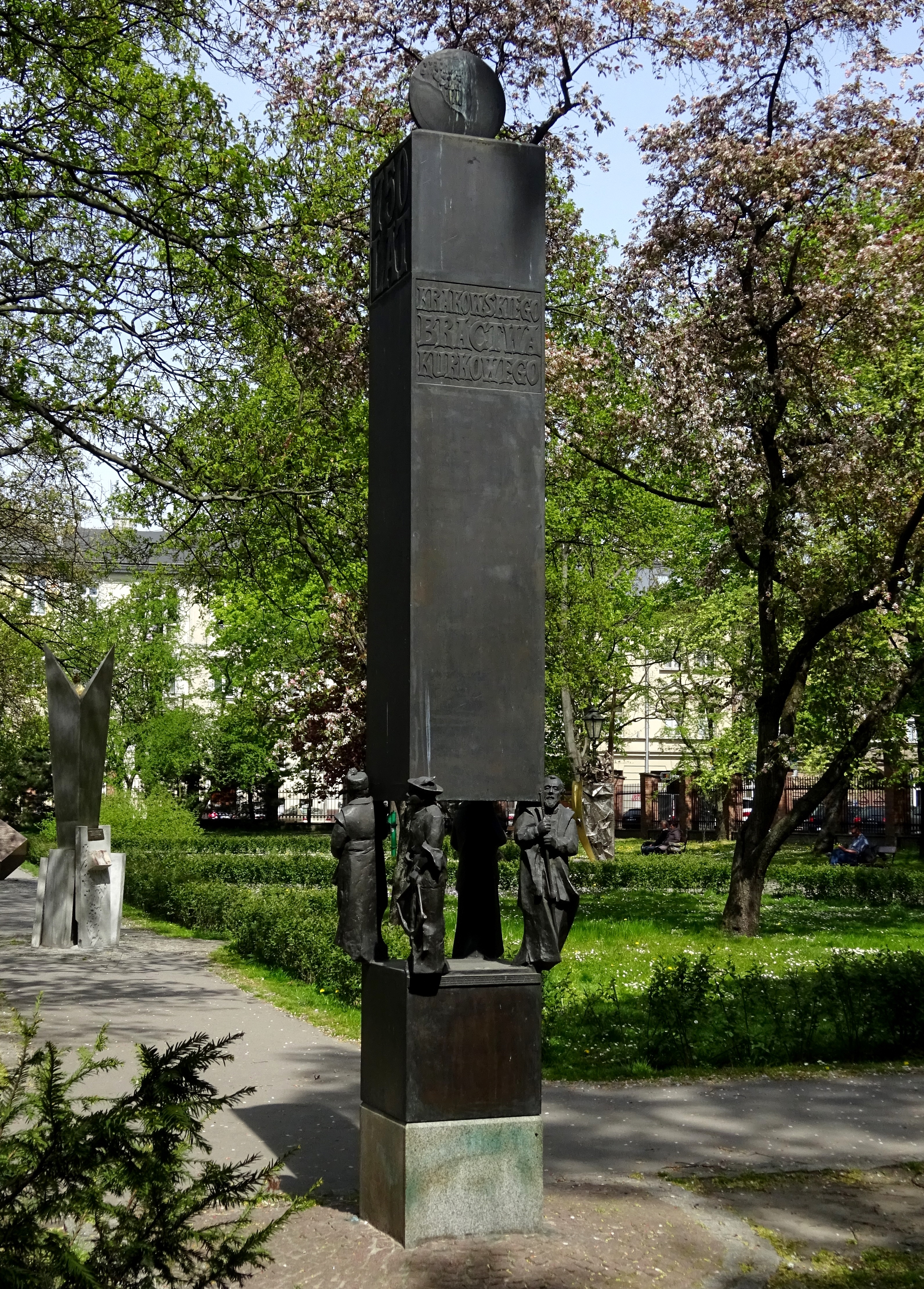
Pomnik-obelisk upamiętniający 750-lecie Bractwa Kurkowego
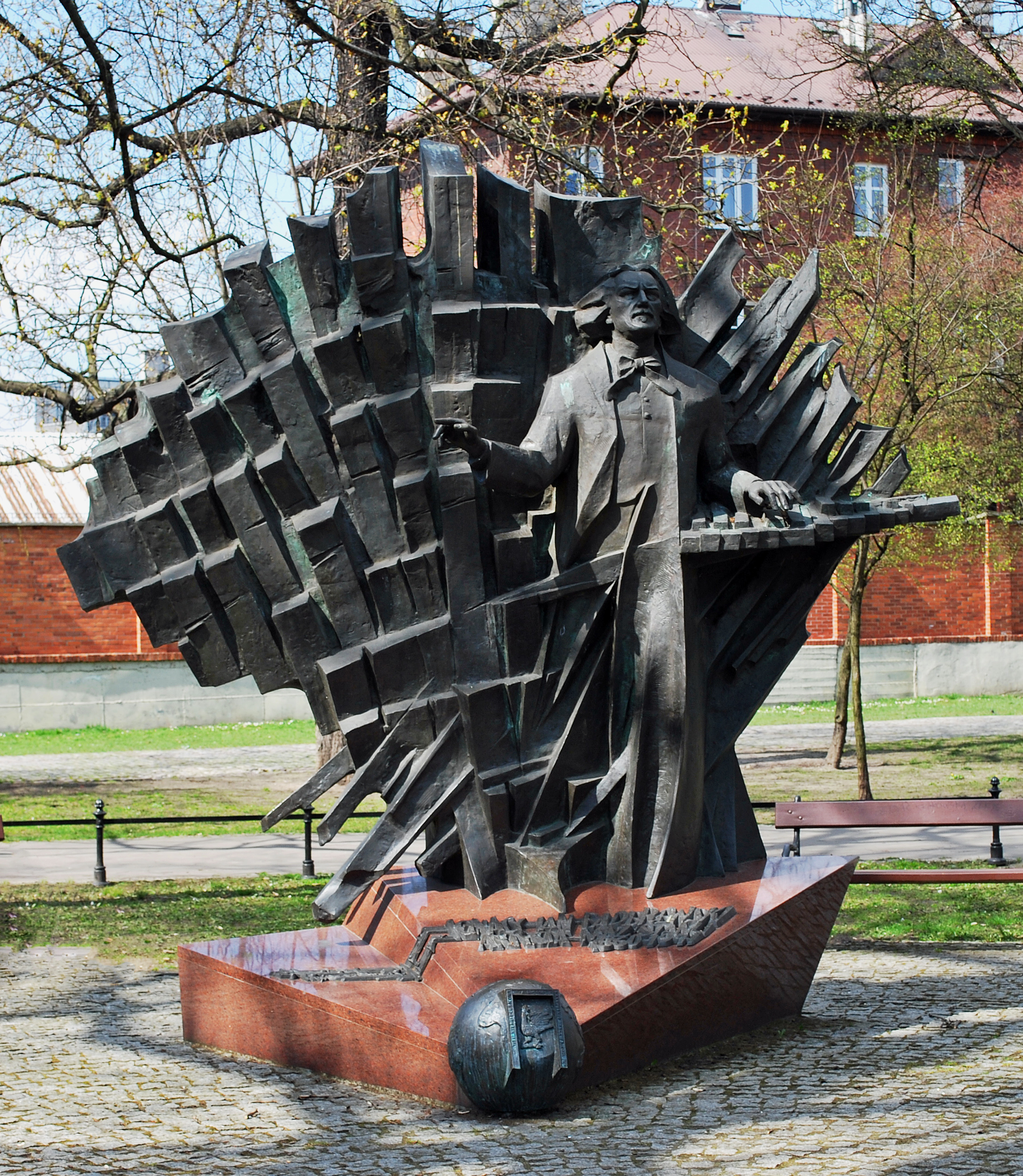
Pomnik Ignacego Jana Paderewskiego
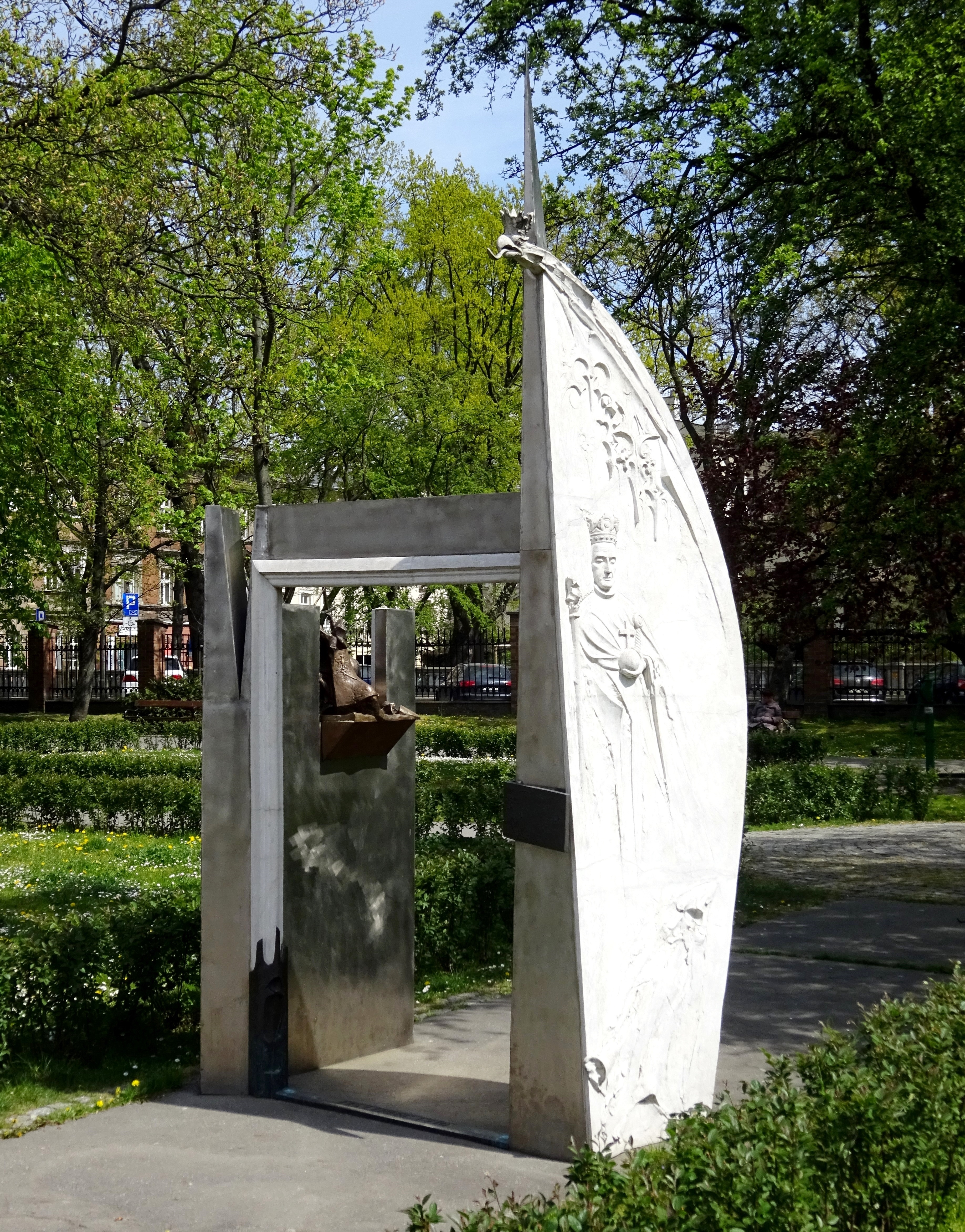
Kompozycja „Bitwa pod Grunwaldem”
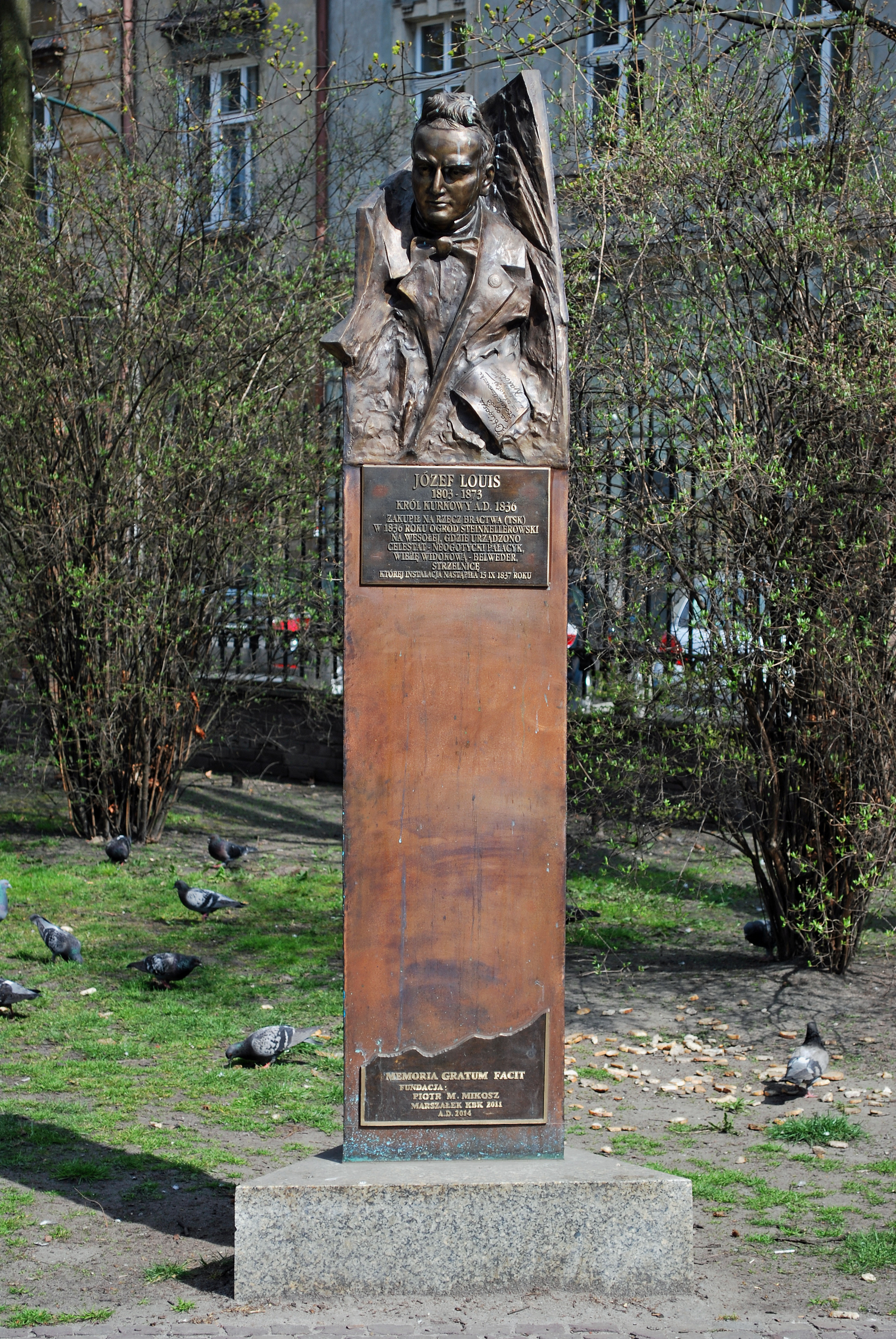
Pomnik Józefa Louisa
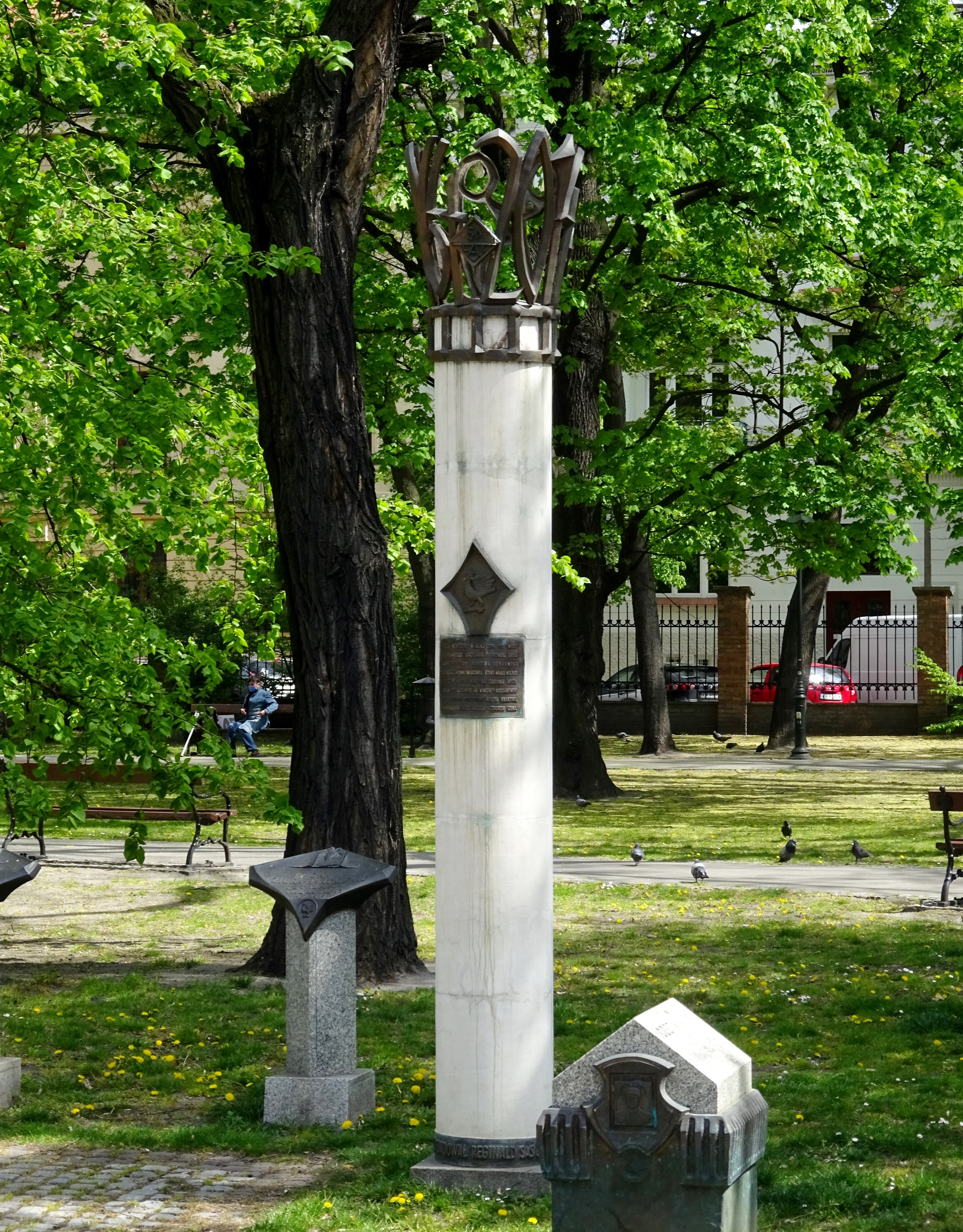
Pomnik-obelisk upamiętniający 50. rocznicę odnowienia Bractwa Kurkowego
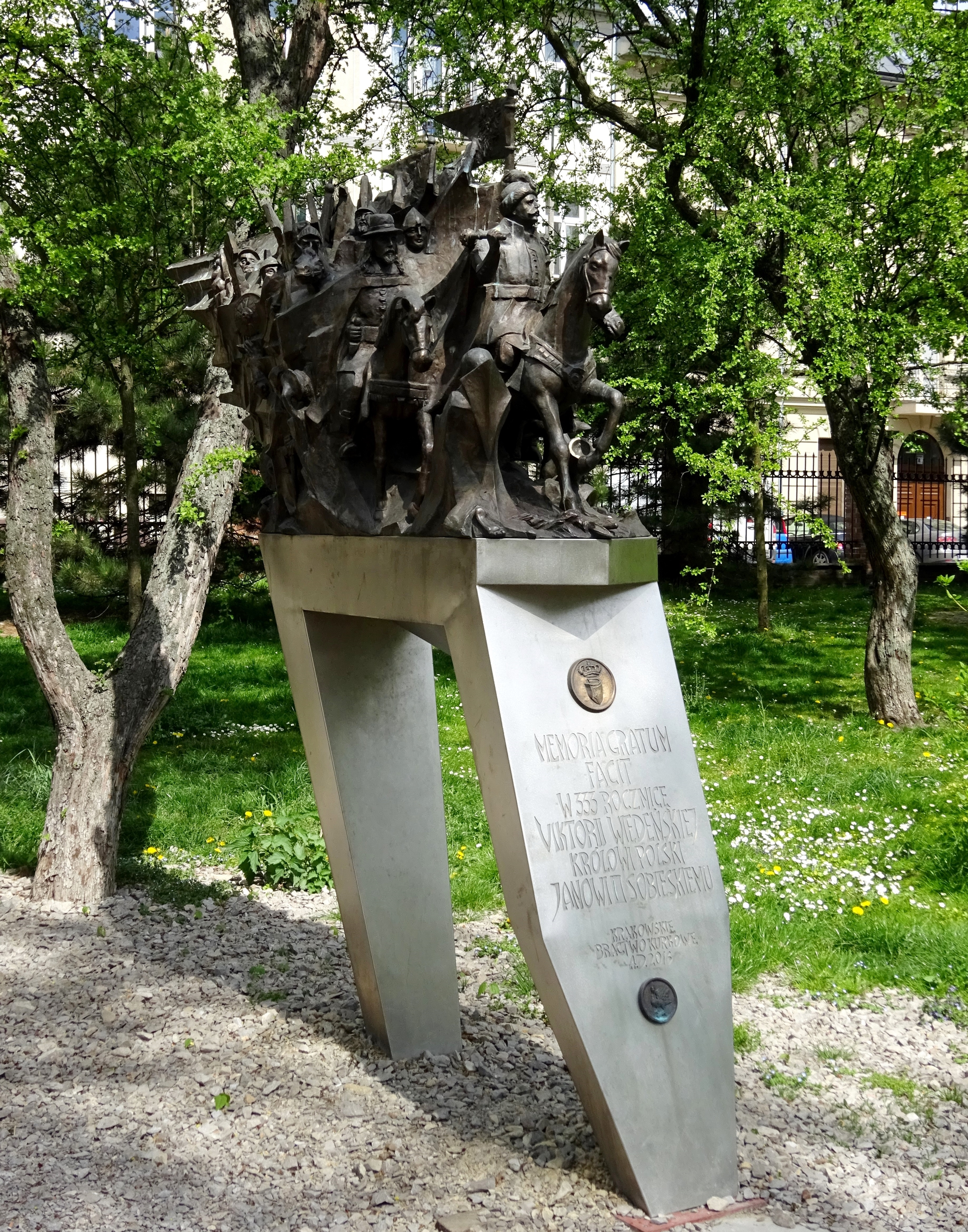
Pomnik upamiętniający 333. rocznicę Odsieczy Wiedeńskiej
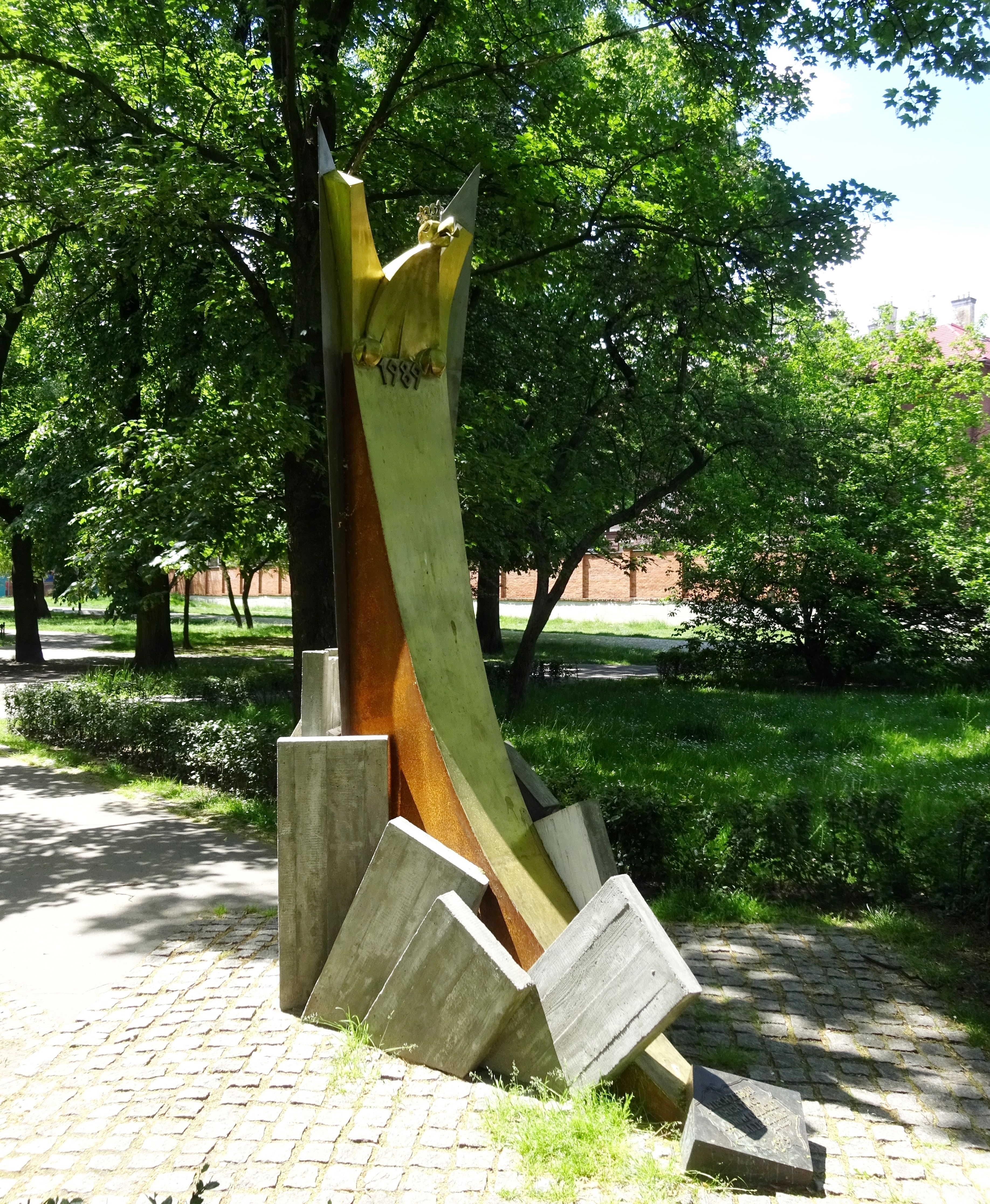
Pomnik upamiętniający 30. rocznicę wydarzeń Jesieni Ludów
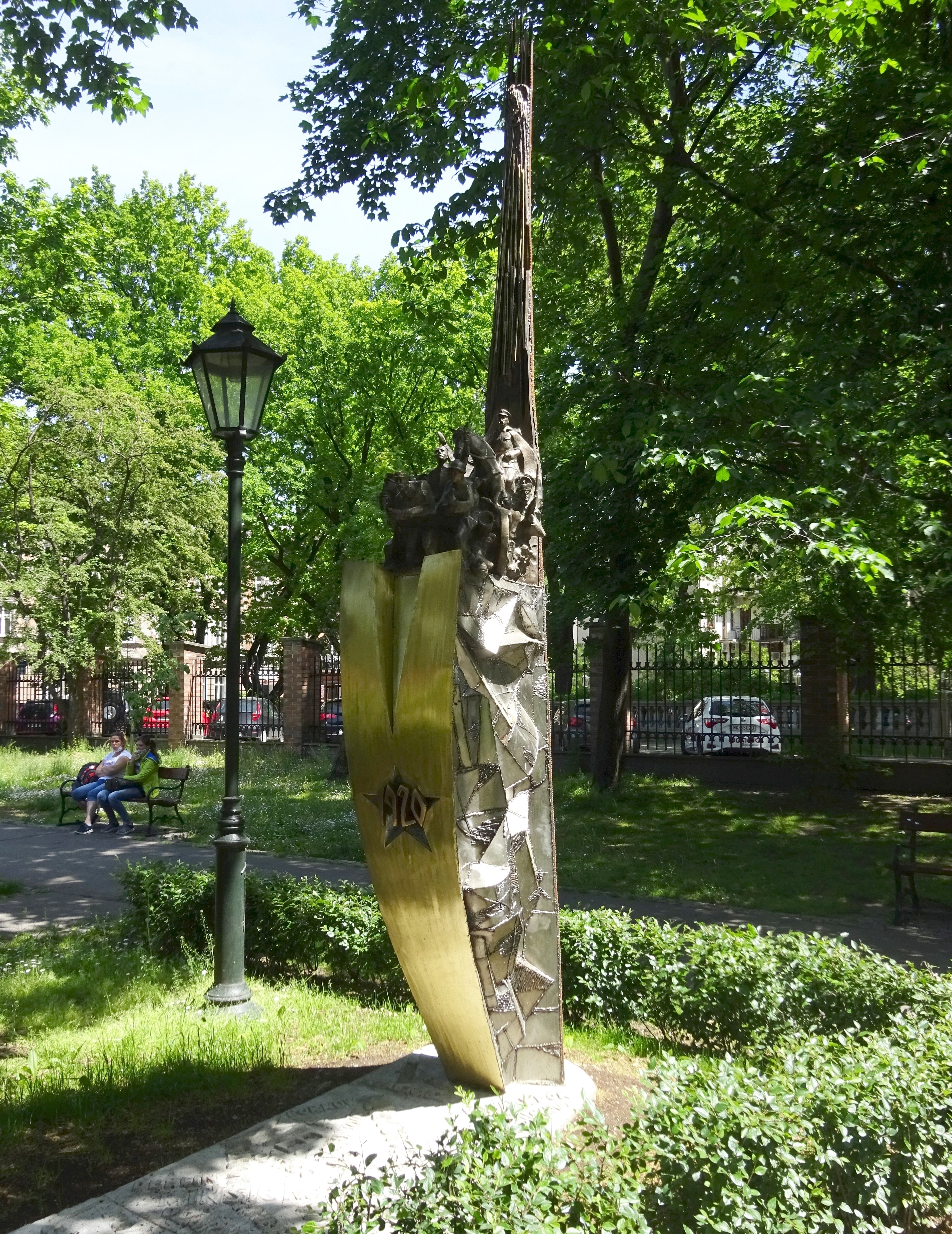
Pomnik upamiętniający 100. rocznicę Bitwy Warszawskiej
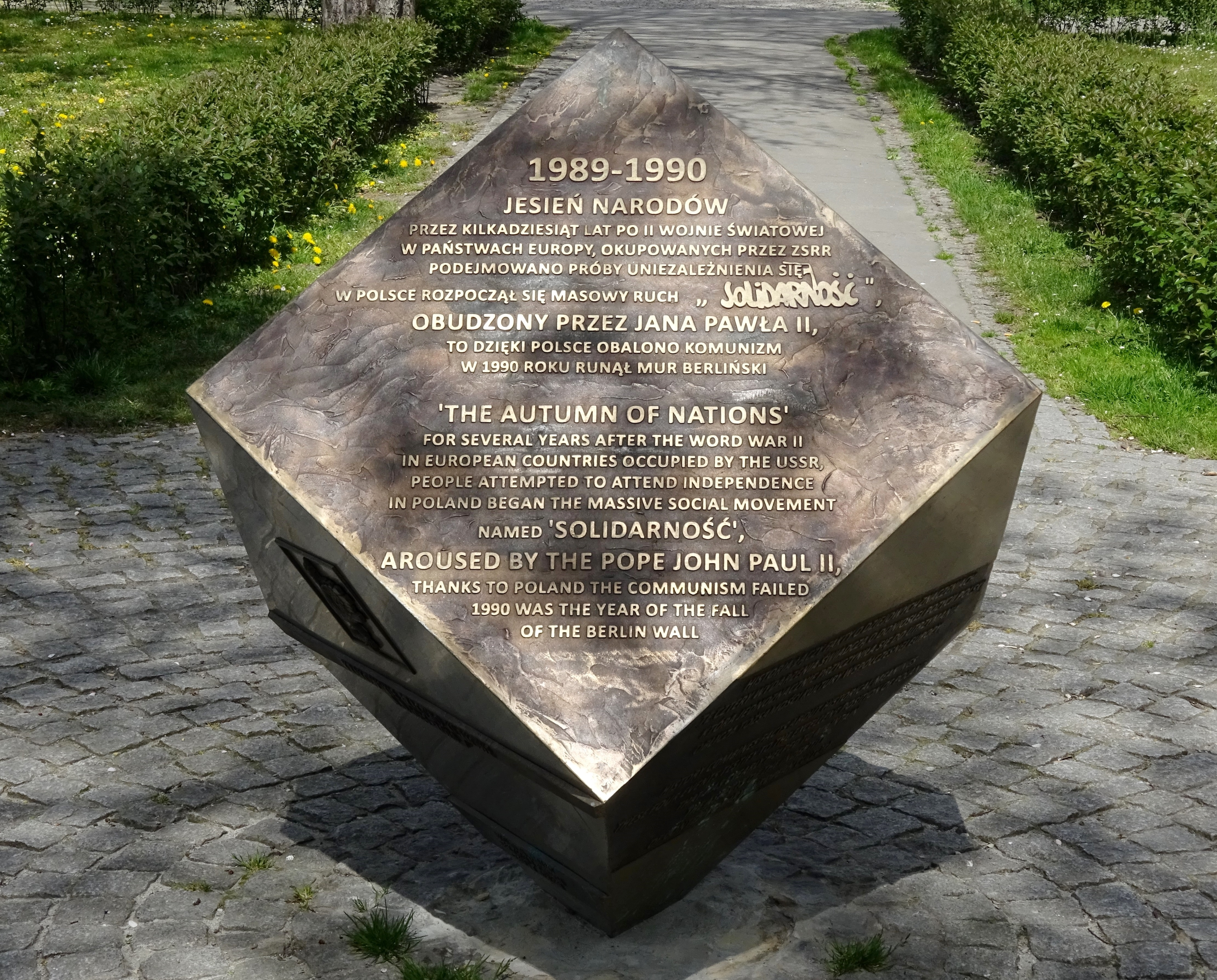
Pomnik-obelisk (sześcian) upamiętniający cztery wydarzenia o dziejowych znaczeniach
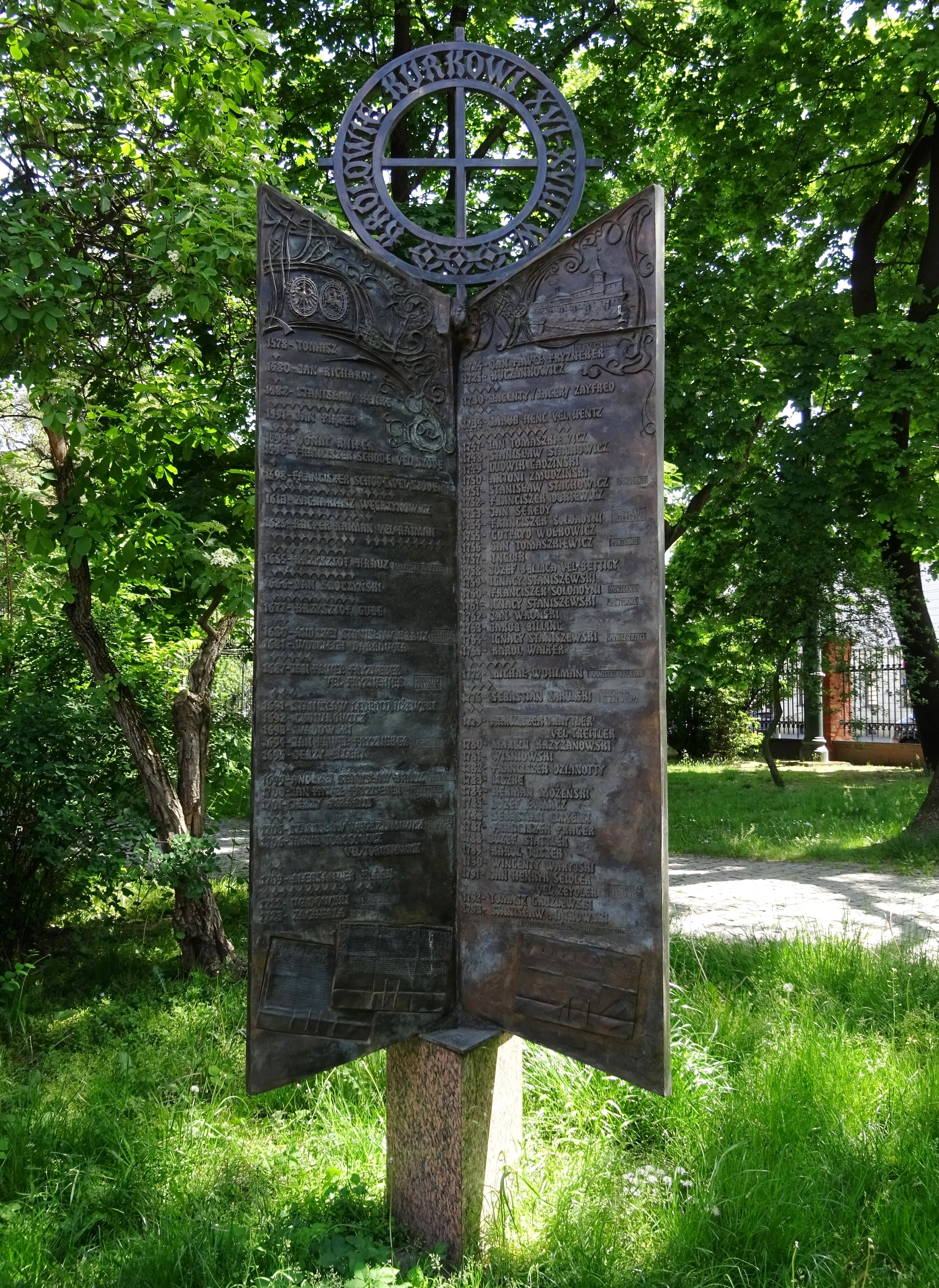
Tablica upamiętniająca królów kurkowych panujących od XVI do XVIII wieku
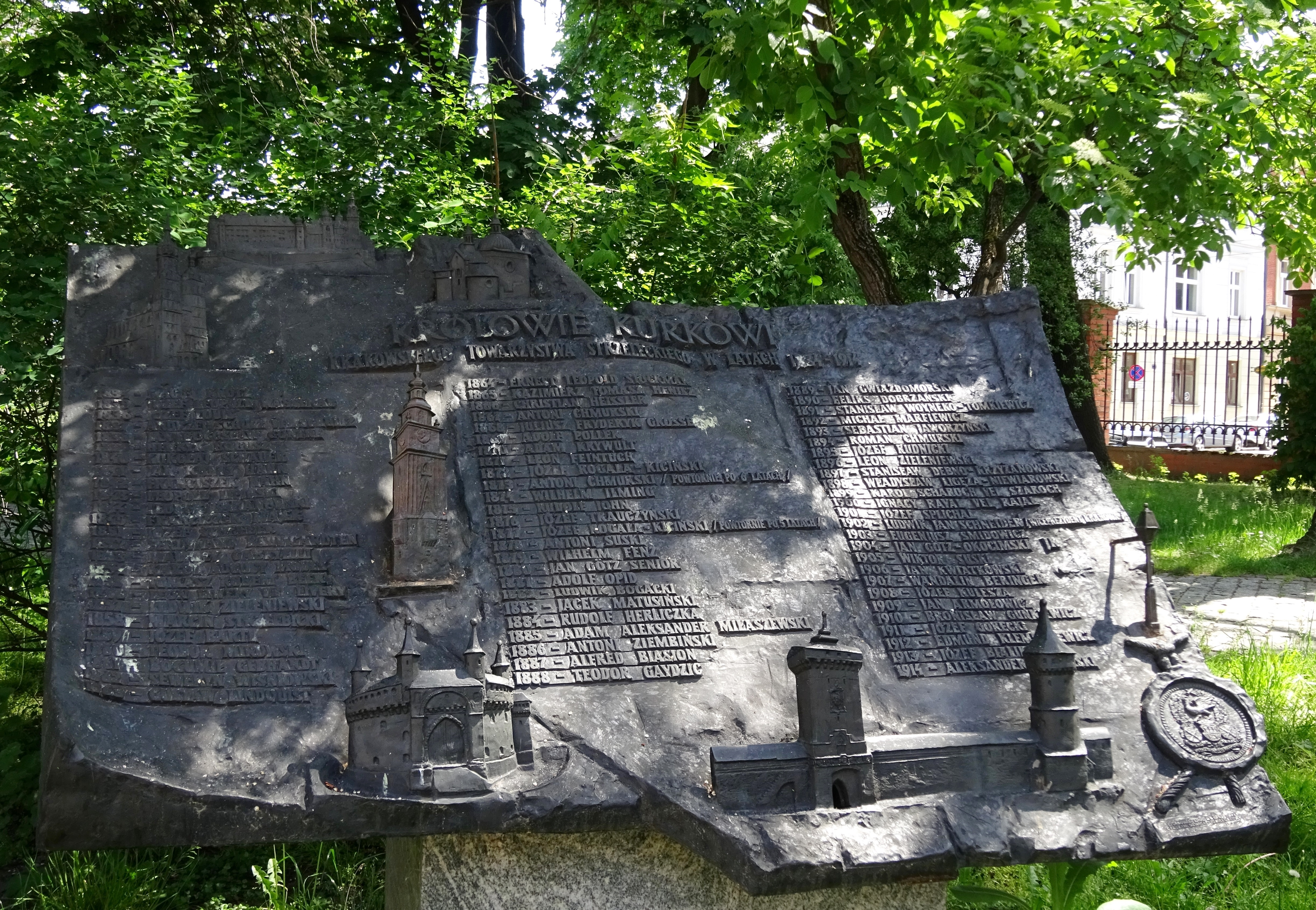
Księga upamiętniająca królów kurkowych panujących w latach 1834–1914
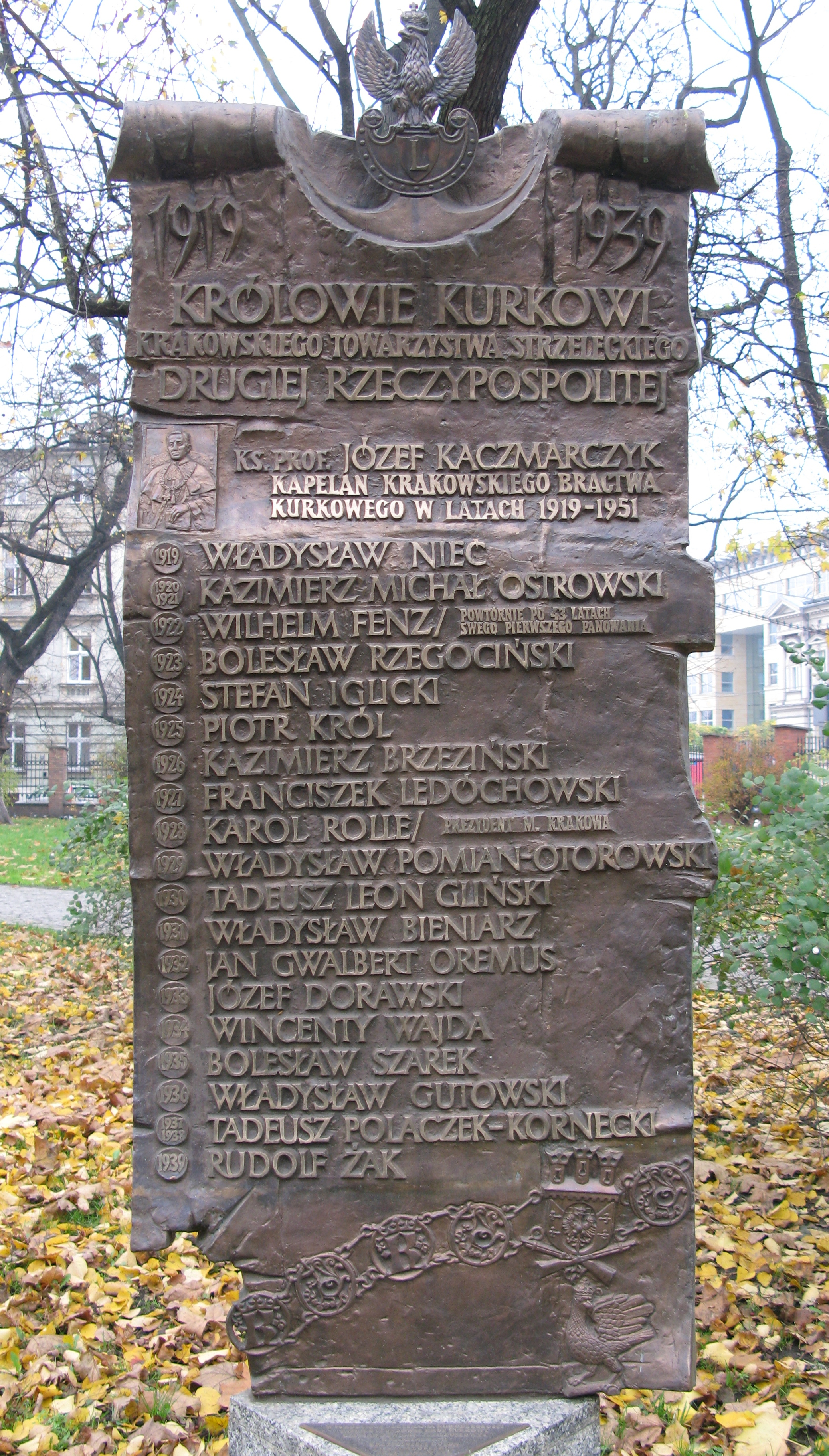
Tablica upamiętniająca królów kurkowych panujących w latach 1919–1939 i kapelana Bractwa w latach 1919–1951 ks. prof. Józefa Kaczmarczyka
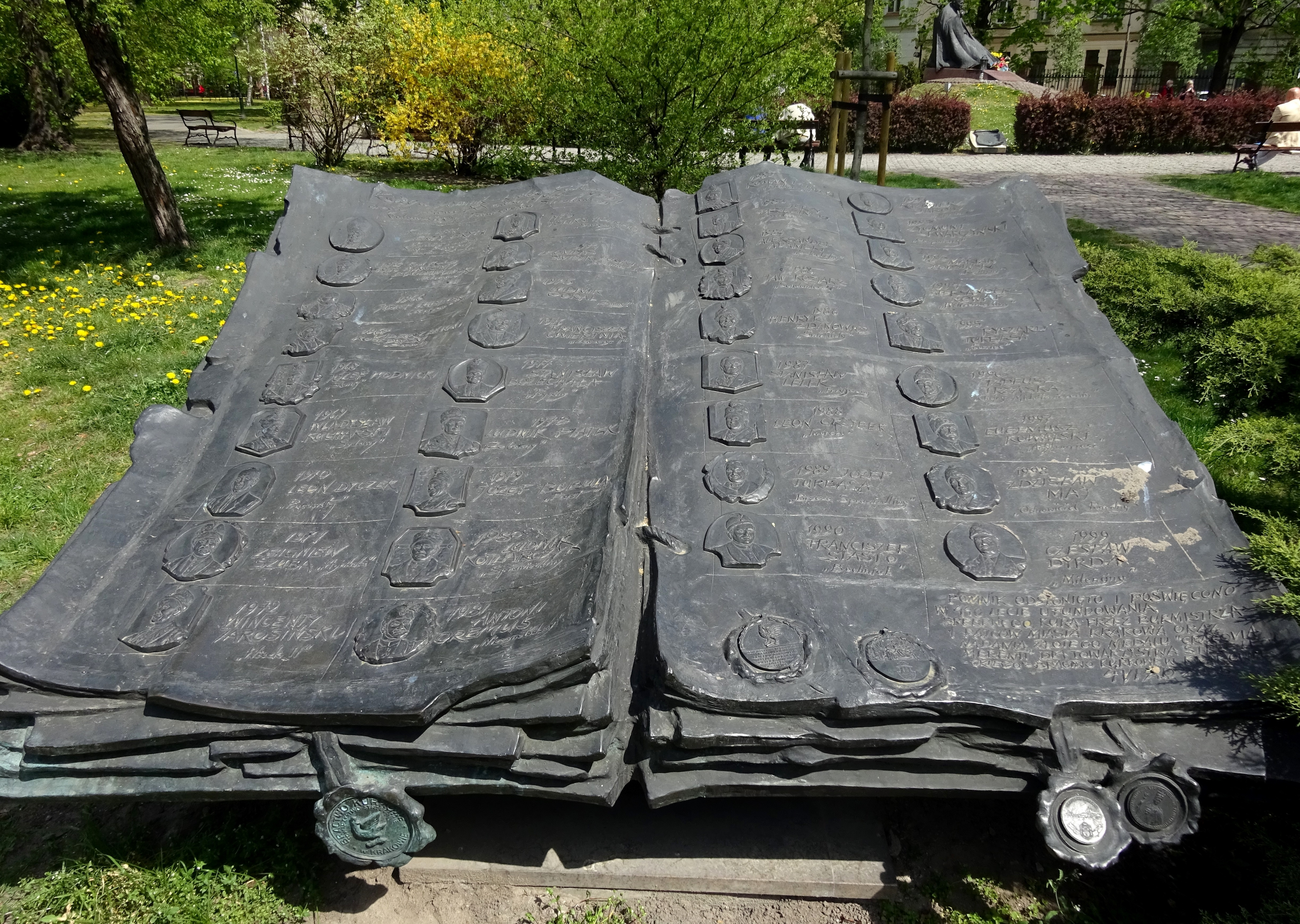
Księga upamiętniająca królów kurkowych panujących w latach 1964–1999

### Tablice pamiątkowe
W Parku Strzeleckim znajduje się blisko dwadzieścia tablic pamiątkowych.
Cztery tablice umieszczono na ścianie po prawej stronie od wejścia do Celestatu i popiersia Marcina Oracewicza.
- Tablica upamiętniająca marszałka Józefa Piłsudskiego – odsłonięta 20 października 2009 roku przez prezydenta Krakowa Jacka Majchrowskiego, ufundowana przez brata kurkowego Józefa Hojdę. W górnej części tablicy znajduje się popiersie marszałka. Tablica upamiętnia wizyty Józefa Piłsudskiego w Celestacie 20 października 1919 roku (odsłonięta w 90. rocznicę tego wydarzenia) i 28 kwietnia 1921.
- Tablica upamiętniająca generała Józefa Hallera – pierwszego honorowego brata kurkowego w niepodległej Polsce (tytuł nadano 3 sierpnia 1919), ufundowana przez brata kurkowego Leszka Glanowskiego w 2012 roku. W górnej części tablicy znajduje się wyobrażenie orła oraz łodzi. Tablica upamiętnia również wizyty marszałka Ferdinanda Focha 13 maja 1923 roku, prezydenta Stanisława Wojciechowskiego 16 czerwca 1923 roku i prezydenta Ignacego Mościckiego 1 października 1927 roku.
- Tablica „In Memoriam Królom i Braciom Kurkowym dla których Bóg, Honor, Ojczyzna były cenniejsze niż życie”. Wmurowana przez Towarzystwo Strzeleckie 28 czerwca 2003 roku.
- Tablica upamiętniająca honorowych braci kurkowych, którzy zginęli w katastrofie smoleńskiej – prezydenta RP na uchodźstwie Ryszarda Kaczorowskiego, byłego marszałka Sejmu Macieja Płażyńskiego, generała Bronisława Kwiatkowskiego i generała Włodzimierza Potasińskiego. Tablica jest wykonana z białego marmuru, który od góry rozdziera duże pęknięcie, na tle którego znajduje się podobizna otoczonego wieńcem żałobnym kura. Tablica wmurowana 10 września 2010 roku.

Wokół usypanego małego kopca, na którym znajduje się pomnik papieża Jana Pawła II, umieszczono tablice pamięci, które mają upamiętniać najważniejsze wydarzenia związane z pontyfikatem papieża Polaka i jego powiązania z krakowskim Bractwem Kurkowym.
- Tablica upamiętniająca 10. rocznicę wzniesienia pomnika Jana Pawła II w Parku Strzeleckim, ufundowana przez króla kurkowego 2006 Jerzego Turbasę z żoną. Tablicę odsłonięto 1 lipca 2010 roku.
- Tablica upamiętniająca kanonizację papieży Jana XXIII i Jana Pawła II przez papieża Franciszka dnia 27 kwietnia 2014 roku w obecności wymienionych braci kurkowych.
- Tablica upamiętniająca beatyfikację papieża Jana Pawła II przez papieża Benedykta XVI dnia 1 maja 2011 roku i uczestnictwo wymienionych braci kurkowych w tej uroczystości.
- Tablica upamiętniająca 25-lecie pontyfikatu papieża Jana Pawła II, 16 października 2003 roku.
- Tablica upamiętniająca spotkanie braci kurkowych z Janem Pawłem II w listopadzie 2001 roku.
- Tablica upamiętniająca odsłonięcie pierwszego w Rzymie pomnika Jana Pawła II dnia 18 maja 2004 roku, który powstał z inicjatywy i pod patronatem krakowskiego Bractwa Kurkowego. Tablica została poświęcona w 5. rocznicę tego wydarzenia – 18 maja 2009 roku, ufundowana przez Krzysztofa i Leszka Gołdę.
- Tablica upamiętniająca wybór Jana Pawła II na papieża 16 października 1978 roku i inaugurację pontyfikatu Ojca Świętego dnia 22 października 1978 roku i uczestnictwo wymienionych braci kurkowych w tej uroczystości. Tablica upamiętnia również dzień śmierci Jana Pawła II 2 kwietnia 2005 roku i uczestnictwo wymienionych braci kurkowych w uroczystościach pogrzebowych dnia 8 kwietnia 2005. Tablicę zaprojektował i ufundował w 2008 roku król kurkowy 2007 Czesław Dźwigaj.
- Tablica upamiętniająca ufundowanie spiżowych drzwi do Sanktuarium Tabga przez króla kurkowego 2014 Stanisława Dyrdę z żoną i dziećmi. Tablicę zaprojektował Czesław Dźwigaj.
- Tablica upamiętniająca odsłonięcie i poświęcenie dnia 3 października 2007 roku pomnika Jana Pawła II na Skałce, ufundowanego przez krakowskie Towarzystwo Strzeleckie.
- Tablica upamiętniająca ufundowanie przez krakowskie Towarzystwo Strzeleckie pomnika patrona polskiej szkoły w Wilnie, odsłoniętego 25 kwietnia 2008 roku, w 15. rocznicę pielgrzymki Ojca Świętego Jana Pawła II do Matki Bożej Ostrobramskiej. Tablicę ufundował ks. inf. Jerzy Bryła, kapelan krakowskiego Bractwa Kurkowego.
- Tablica upamiętniająca wzniesienie pomnika Jana Pawła II w Izdebniku pod patronatem Bractwa Kurkowego. Pomnik, ufundowany przez króla kurkowego 2008 Tadeusza Rysia z żoną, odsłonięto 21 września 2008 roku, upamiętniając 30. rocznicę wyboru Jana Pawła II na papieża. Sześciokątną tablicę odsłonięto 7 listopada 2008 roku.
- Tablica upamiętniająca poświęcenie dnia 13 marca 2009 roku ołtarza Miłosierdzia Bożego w Sanktuarium Jasnogórskiej Matki Miłosierdzia w Penrose Park, w Australii, ufundowanego z inicjatywy krakowskiego Bractwa Kurkowego. Tablicę ufundował król kurkowy 2008 Tadeusz Ryś i marszałkowie Mirosław Malinowski i Marek Trzaska.
- Tablica upamiętniająca poświęcenie dnia 13 czerwca 2010 roku kaplicy Matki Bożej Kalwaryjskiej z rzeźbą Jana Pawła II w Praszce, wzniesionej pod patronatem Bractwa Kurkowego.
- Tablica upamiętniająca poświęcenie dnia 19 czerwca 2011 roku figury Jana Pawła II w kościele w Libertowie przez kapelana Bractwa ks. inf. Jerzego Bryłę. Figura została ufundowana przez brata kurkowego Władysława Kufreja z żoną i rodziną. Znajdującą się w narożniku skweru otaczającego pomnik Papieża tablicę poświęcono 19 października 2011 roku.
- Tablica upamiętniająca wydanie pamiątkowego albumu, poświęconego związkom Jana Pawła II z Bractwem Kurkowym. Album jako dar abdykacyjny króla kurkowego 2013 Mirosława Malinowskiego, został wydany w 2016 roku.

## Galeria

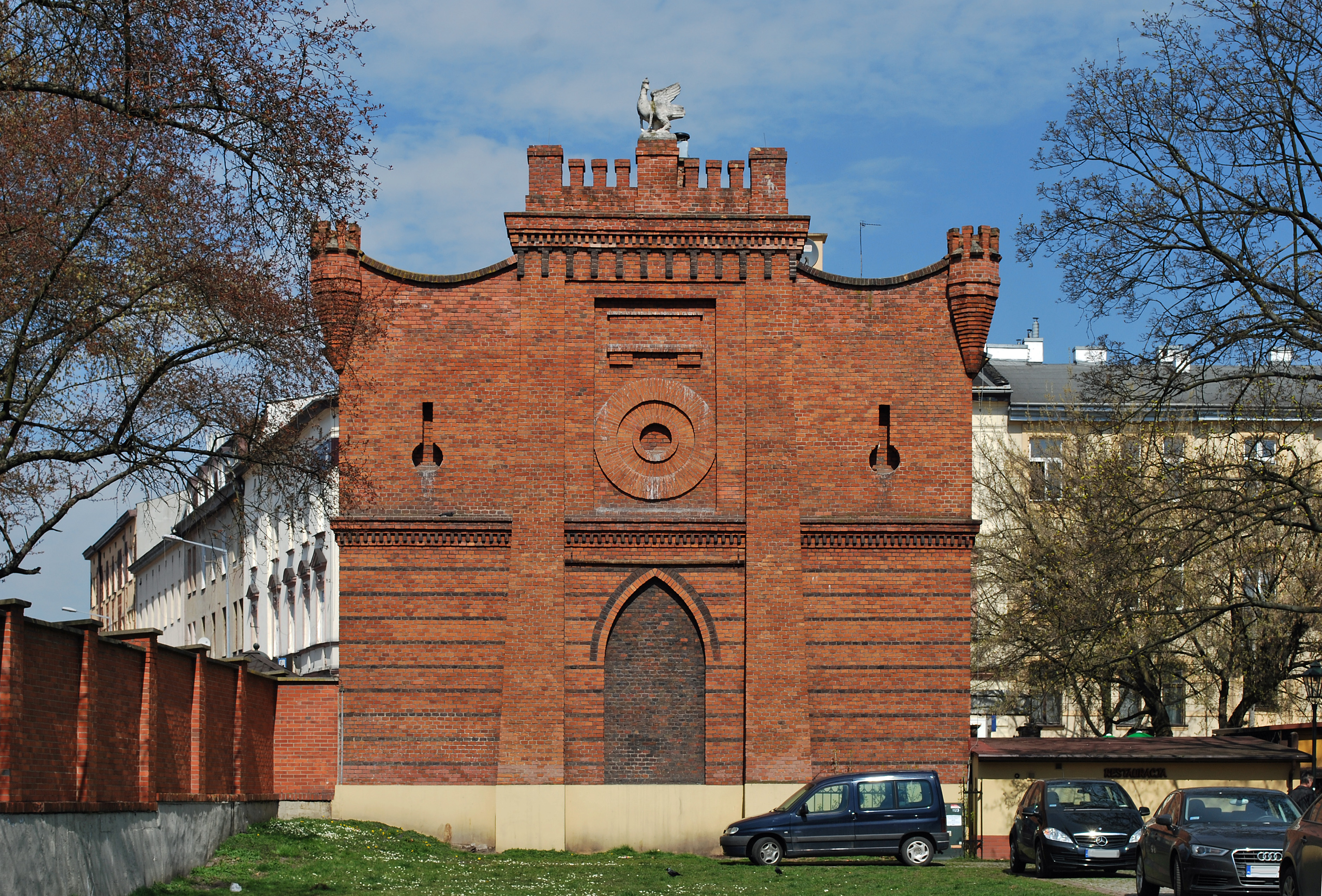
Pawilon Bractwa Kurkowego
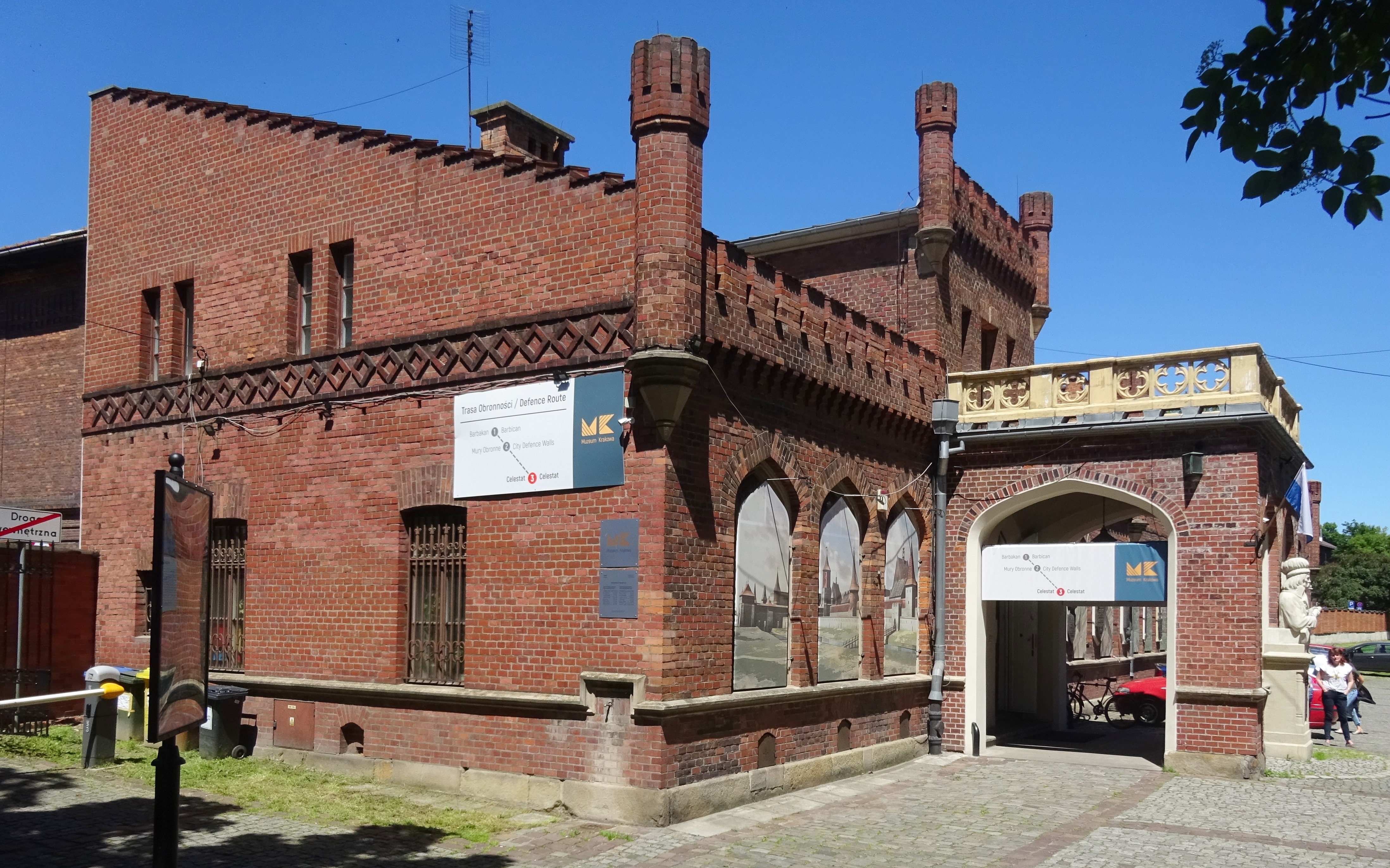
Celestat
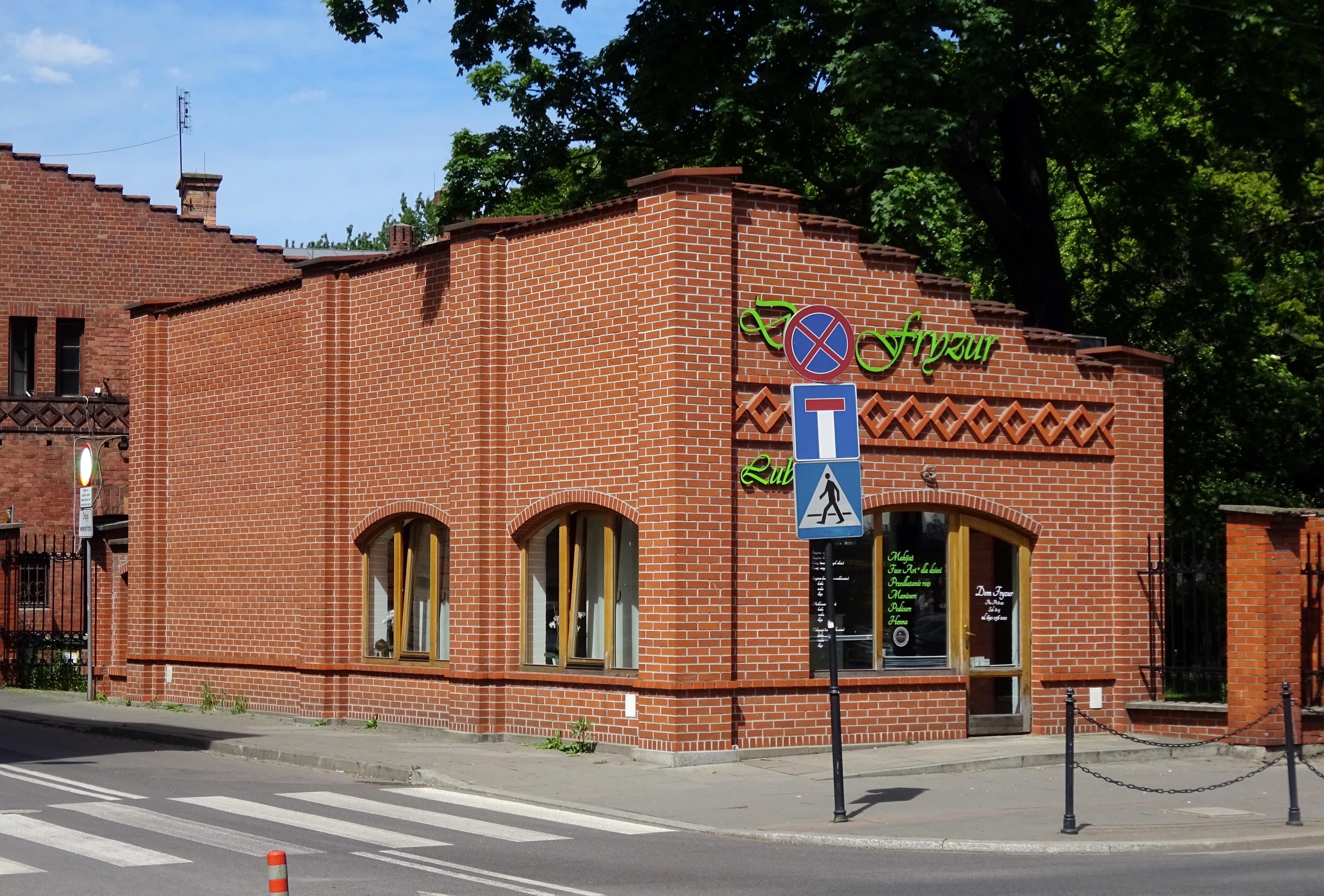
Odbudowany dom ogrodnika